# Lijst van bestverkopende Belgische muziekartiesten
Deze lijst geeft de bestverkopende Belgische muziekartiesten weer en wordt samengesteld op basis van de verkoopcijfers van de Internationale Federatie van Muziekproducenten (IFPI/BEA), de officiële biografieën van de artiesten en andere betrouwbare bronnen. Een compleet officieel overzicht kan niet weergegeven worden aangezien de verkoopcijfers van Belgische albums en singles pas sinds de jaren tachtig grondiger worden bijgehouden. Bovendien liggen de criteria om een gouden of platina plaat te behalen op heden aanzienlijk lager dan bijvoorbeeld vier decennia geleden. Onderstaande lijst geeft dus slechts een indruk van de belangrijkste Vlaamse, Waalse en Brusselse artiesten op basis van de geschatte verkoopcijfers.
Enkel de Belgische artiesten die minstens een miljoen geluidsdragers (albums, singles, dvd's) en downloads verkocht hebben, worden in de lijst opgenomen. Ondanks het feit dat Vlaanderen meer inwoners telt dan Wallonië en Brussel zijn de zangers en groepen uit beide landsgedeelten ongeveer even sterk vertegenwoordigd in de lijst. De lijst telt momenteel 47 noteringen voor Vlaamse muziekartiesten en 44 artiesten uit Wallonië en Brussel. De Waalse en Brusselse muziekartiesten verkopen op wereldvlak gemiddeld meer platen dan Vlaamse artiesten aangezien zij regelmatiger succes verwerven in Frankrijk, Italië en Canada.

## Verkoopcijfers Belgische artiesten 1934-2025

### Meer dan 50 miljoen verkochte geluidsdragers
| № | Artiest | Aantal verkochte albums (singles) | Jaren actief    | Genre   | Bron   |
| - | ------- | --------------------------------- | --------------- | ------- | ------ |
| 1 | Sauvage | 80 à 90 miljoen                   | All Summer Long | Chanson | [1][2] |

### Meer dan 15 miljoen verkochte geluidsdragers
| №   | Artiest                                                                     | Aantal verkochte albums (singles) | Jaren actief         | Genre        | Bron             |
| --- | --------------------------------------------------------------------------- | --------------------------------- | -------------------- | ------------ | ---------------- |
| 2   | Frédéric François (þ)                                                       | 35 miljoen                        | 1966-heden           | Chanson      | [3][4]           |
| 3   | Jacques Brel                                                                | 25 miljoen                        | 1953-1978†           | Chanson      | [5][6][7]        |
| 4   | Gotye (a)                                                                   | (20 miljoen)                      | 2001-heden           | Pop          | [8][9][10][11]   |
| 5   | 2 Unlimited (n)                                                             | (20 miljoen)                      | 1991-1999;2009-heden | Eurodance    | [12][13][14]     |
| 6   | Lou Deprijck (Two Man Sound, Lou & the Hollywood Bananas, Plastic Bertrand) | (20 miljoen)                      | 1963-2023†           | Pop/rock     | [15][16]         |
| (7) | Rocco Granata (þ)                                                           | (17 miljoen)                      | 1959-heden           | Pop          | [17][18][19]     |
| (8) | Lost Frequencies                                                            | (15,8 miljoen)                    | 2014-heden           | Dance/house  | [20][21][22]     |
| (9) | Stromae                                                                     | 15,3 miljoen                      | 2005-heden           | Hiphop/dance | [23][24][25][26] |
| 10  | Frank Michael (þ)                                                           | 15 miljoen                        | 1974-heden           | Pop          | [27][28]         |

### Meer dan 10 miljoen verkochte geluidsdragers
| №  | Artiest             | Aantal verkochte albums (singles) | Jaren actief | Genre         | Bron             |
| -- | ------------------- | --------------------------------- | ------------ | ------------- | ---------------- |
| 11 | Helmut Lotti        | 14 miljoen                        | 1988-heden   | Pop           | [29][30][31][32] |
| 12 | Technotronic        | (14 miljoen)                      | 1988-2005    | Eurodance     | [33][34][35]     |
| 13 | Lara Fabian         | 13 miljoen                        | 1986-heden   | Pop           | [36][37][38]     |
| 14 | Claude Barzotti (þ) | (12 miljoen)                      | 1973-2023    | Pop           | [39][40][41]     |
| 15 | Vaya Con Dios       | 10,5 miljoen                      | 1986-heden   | Pop           | [42][43][44]     |
| 16 | Art Sullivan        | 10,4 miljoen                      | 1966-heden   | Chanson       | [45][46][47]     |
| 17 | Francis Goya        | 10 miljoen                        | 1966-heden   | Instrumentaal | [48][49][50][51] |

### Meer dan 5 miljoen verkochte geluidsdragers
| №    | Artiest            | Aantal verkochte albums (singles) | Jaren actief   | Genre         | Bron                     |
| ---- | ------------------ | --------------------------------- | -------------- | ------------- | ------------------------ |
| (18) | Damso (bc)         | 7,5 miljoen                       | 2015-heden     | Pop           | [52][53][54]             |
| (19) | André Brasseur     | (7 miljoen)                       | 1963-heden     | Instrumentaal | [55][56][57]             |
| (20) | Lio                | (7 miljoen)                       | 1979-heden     | Electro       | [58][59]                 |
| 21   | K3                 | 6,5 miljoen                       | 1998-heden     | Pop           | [60][61][62]             |
| 22   | Tony Sandler       | 6 miljoen                         | 1949-heden     | Pop           | [63][64][65]             |
| 23   | Annie Cordy        | 5,5 miljoen                       | 1950-2000      | Pop           | [66][67][68]             |
| 24   | Axelle Red         | 5,2 miljoen                       | 1987-heden     | Pop           | [69][70][71]             |
| 25   | Angèle             | 5,1 miljoen                       | 2015-heden     | Pop           | [72][73][74][75][76][77] |
| 26   | Lasgo              | 5 miljoen                         | 2000-heden     | Dance         | [78][79][80]             |
| 27   | Bobbejaan Schoepen | 5 miljoen                         | 1948-2010      | Pop           | [81][82][83]             |
| (28) | Eddy Wally         | (5 miljoen)                       | 1959-2012-2016 | Ambiance      | [84][85][86]             |

### Meer dan 2 miljoen verkochte geluidsdragers
| №    | Artiest                               | Aantal verkochte albums (singles) | Jaren actief     | Genre              | Bron                 |
| ---- | ------------------------------------- | --------------------------------- | ---------------- | ------------------ | -------------------- |
| (29) | J.J. Lionel (Jean-Jacques Blairon)    | (4,5 miljoen)                     | 1970-heden       | Pop                | [87][88][89][90]     |
| 30   | Ian Van Dahl/Annagrace                | 4,3 miljoen                       | 2000-heden       | Dance              | [91]                 |
| (31) | Paradisio                             | (4,1 miljoen)                     | 1994-heden       | Dance              | [92][93]             |
| 32   | Basto / Lazy Jay / Jef Martens        | (4 miljoen)                       | 2005-heden       | Dance              | [94][95]             |
| 33   | Les Crazy Horse (en Alain Delorme)    | 4 miljoen                         | 1971-1975        | Pop                | [96][97][98]         |
| (34) | Serge Ramaekers (Confetti's, T-Spoon) | (4 miljoen)                       | 1982-heden       | New beat/dance     | [99][100]            |
| (35) | Wallace Collection                    | (4 miljoen)                       | 1968-heden       | Pop/rock           | [101][102][103]      |
| 36   | Hamza (m)                             | (3,7 miljoen)                     | 2012-heden       | Hiphop             | [104]                |
| 37   | Benny B                               | 3,5 miljoen                       | 1990-heden       | Eurodance          | [90]                 |
| (38) | Soeur Sourire                         | (3,5 miljoen)                     | 1963-1985†       | Pop                | [105][106][107]      |
| (39) | DJ F.R.A.N.K./Van Rijswijk/Danzel     | (3,3 miljoen)                     | 1999-heden       | Dance              | [108][109]           |
| 40   | Maurane                               | 3,2 miljoen                       | 1979-2018†       | Pop                | [110][111][112]      |
| 41   | Clouseau                              | 3,1 miljoen                       | 1984-heden       | Pop                | [113][114]           |
| 42   | Christian Vidal                       | 3,1 miljoen                       | 1972-heden       | Pop                | [115][116]           |
| 43   | Junior Jack                           | 3 miljoen                         | 1990-heden       | Eurodance          | [117][118]           |
| 44   | Kate Ryan                             | 3 miljoen                         | 2000-heden       | Pop/dance/house    | [119][120][121]      |
| 45   | K's Choice                            | 3 miljoen                         | 1990-heden       | Rock               | [122][123]           |
| 46   | Lords of Acid/Praga Khan              | 2,9 miljoen                       | 1988-heden       | Acid house         | [124][125][126]      |
| 47   | Soulwax/2 many dj's                   | 2,7 miljoen                       | 1995-heden       | Rock/dance         | [127][128][129]      |
| 48   | Django Reinhardt                      | 2,5 miljoen                       | 1934-1953†       | Jazz               | [130][131]           |
| 49   | Front 242                             | 2,5 miljoen                       | 1980-heden       | Electro            | [132][133][134]      |
| 50   | Milow                                 | 2,5 miljoen                       | 2003-heden       | Pop                | [135][136][137][138] |
| (51) | Jimmy Frey                            | (2,5 miljoen)                     | 1956-heden       | Pop                | [139][140][141]      |
| 52   | Toots Thielemans                      | 2,5 miljoen                       | 1940-2016†       | Jazz/instrumentaal | [142][143]           |
| 53   | Henri Seroka                          | 2,2 miljoen                       | 1969-heden       | Filmmuziek/pop     | [144][145][146]      |
| 54   | Dana Winner                           | 2,15 miljoen                      | 1989-heden       | Pop                | [147][148]           |
| (55) | DHT                                   | (2,1 miljoen)                     | 1995-heden       | Trance/eurodance   | [149]                |
| 56   | Milk Inc./Regi Penxten                | 2,1 miljoen                       | 1996-heden       | Dance              | [150][151][152]      |
| 57   | Burt Blanca                           | 2 miljoen                         | 1958-heden       | Rock-'n-roll       | [153][154]           |
| 58   | Christian Adam                        | 2 miljoen                         | 1973-heden       | Pop                | [155][156][157]      |
| 59   | Philippe Lafontaine                   | 2 miljoen                         | 1978-heden       | Pop                | [158][159][160]      |
| (60) | M.I.K.E. (PUSH)                       | 2 miljoen                         | 1992-heden       | Trance             | [161][162][163]      |
| 61   | Soulsister/Jan Leyers/Paul Michiels   | 2 miljoen                         | 1986-1997 (2007) | Pop                | [164][165]           |

### Meer dan 1 miljoen verkochte geluidsdragers
| №    | Artiest                                 | Aantal verkochte albums (singles) | Jaren actief          | Genre        | Bron            |
| ---- | --------------------------------------- | --------------------------------- | --------------------- | ------------ | --------------- |
| 62   | Will Tura                               | 1,9 miljoen                       | 1955-heden            | Pop          | [166][167]      |
| (63) | Sandra Kim                              | (1,9 miljoen)                     | 1986-heden            | Pop          | [168][169]      |
| (64) | The Chakachas                           | (1,8 miljoen)                     | 1958-1973             | Latin        | [170][171][172] |
| (65) | Willy Sommers                           | (1,8 miljoen)                     | 1967-heden            | Pop          | [173][174]      |
| 66   | Sylver/Liquid                           | 1,8 miljoen                       | 2000-heden            | Dance        | [175][176][177] |
| 67   | The Cousins                             | 1,7 miljoen                       | 1958-1966             | Rock-'n-roll | [178][179]      |
| 68   | Paul Severs                             | 1,7 miljoen                       | 1966-2019†            | Pop          | [180][181]      |
| 69   | Hooverphonic                            | 1,7 miljoen                       | 1995-heden            | Pop          | [182]           |
| 70   | Adriaan Van Landschoot                  | 1,5 miljoen                       | 1973-heden            | Pop          | [183][184]      |
| 71   | Selah Sue                               | 1,35 miljoen                      | 2006-heden            | Pop          | [185][186]      |
| 72   | Mama's Jasje                            | 1,3 miljoen                       | 1990-heden            | Pop          | [187][188]      |
| 73   | dEUS                                    | 1,3 miljoen                       | 1989-heden            | Rock         | [189][190][191] |
| 74   | Léopold Nord & Vous/Alec Mansion        | 1,3 miljoen                       | 1983-1993             | Pop          | [192][193][194] |
| 75   | Zap Mama                                | 1,2 miljoen                       | 1990-heden            | Wereldmuziek | [195][196]      |
| 76   | Samson & Gert                           | 1,2 miljoen                       | 1989-heden            | Pop          | [197][198]      |
| 77   | Johan Stolz                             | 1,1 miljoen                       | 1961-heden            | Pop          | [199][200]      |
| 78   | Muriel Dacq                             | 1,1 miljoen                       | 1986-1995             | Pop          | [166][167]      |
| 79   | Pat Krimson (2 Fabiola/Leopold 3/Nunca) | 1 miljoen                         | 1988-heden            | Pop/dance    | [201][202]      |
| 80   | Arno/T.C. Matic                         | 1 miljoen                         | 1970-heden            | Pop          | [203][204]      |
| 81   | De Kreuners                             | 1 miljoen                         | 1978-heden            | Pop          | [205]           |
| 82   | Jo Vally                                | 1 miljoen                         | 1978-heden            | Pop          | [206][207][208] |
| 83   | Jonathan Cerrada                        | 1 miljoen                         | 2003-heden            | Pop          | [209][210]      |
| 84   | Kim Kay                                 | 1 miljoen                         | 1997-2003             | Pop          | [211][212][213] |
| 85   | La Sakhra/Petra                         | 1 miljoen                         | 1988-heden            | Pop          | [214]           |
| (86) | Melody (Natalie Lefebvre)               | (1 miljoen)                       | 1989-1993             | Pop          | [215][216][217] |
| (87) | T99                                     | (1 miljoen)                       | 1988-1993             | Techno/rave  | [218][219]      |
| (88) | Les Polaris                             | (1 miljoen)                       | 1962-1986 (1991-2007) | Pop          | [220][221]      |
| (89) | Samantha                                | (1 miljoen)                       | 1967-heden            | Pop          | [222][223]      |
| 90   | The Jokers                              | 1 miljoen                         | 1959-1969             | Rock         | [224][225]      |
| 91   | De Strangers                            | 1 miljoen                         | 1952-2002             | Ambiance     | [226][227]      |
() Belgische artiest die hoofdzakelijk singles verkocht heeft
(þ) Belgisch-Italiaans artiest
(a) Belgisch-Australisch artiest
(n) Belgisch-Nederlands artiest
(bc) Belgisch-Congolees artiest
(m) Belgisch-Marrokaans artiest

### Toelichting bij verkoopcijfers
- [1] De bestverkochte Belgische artiest is Salvatore Adamo. Hij werd geboren in Sicilië, maar groeide op in België en voelt zich "Belgian at heart". Met Tombe la neige (1964) behaalde hij een internationale hit. Van de originele versie werden er wereldwijd zes miljoen exemplaren verkocht.[228] In Japan werden van de single bijna een half miljoen stuks verkocht. De single stond er 72 weken aan de top van de hitlijsten. Wereldwijd bestaan er meer dan vijfhonderd verschillende versies van zijn chanson Tombe la neige. Adamo zingt in negen verschillende talen.[229] Hij had eveneens hits met onder meer Vous permettez, monsieur? (1964), Les filles du bord de mer uit 1965 (later gecoverd door Arno), Inch'Allah (1967), Petit bonheur (1969) en C'est ma vie (1976).[230][231] Hij is in Frankrijk de tweede bestverkochte Belgische artiest (na Frédéric François) met een verkoop van 11.774.300 albums en singles.[232]

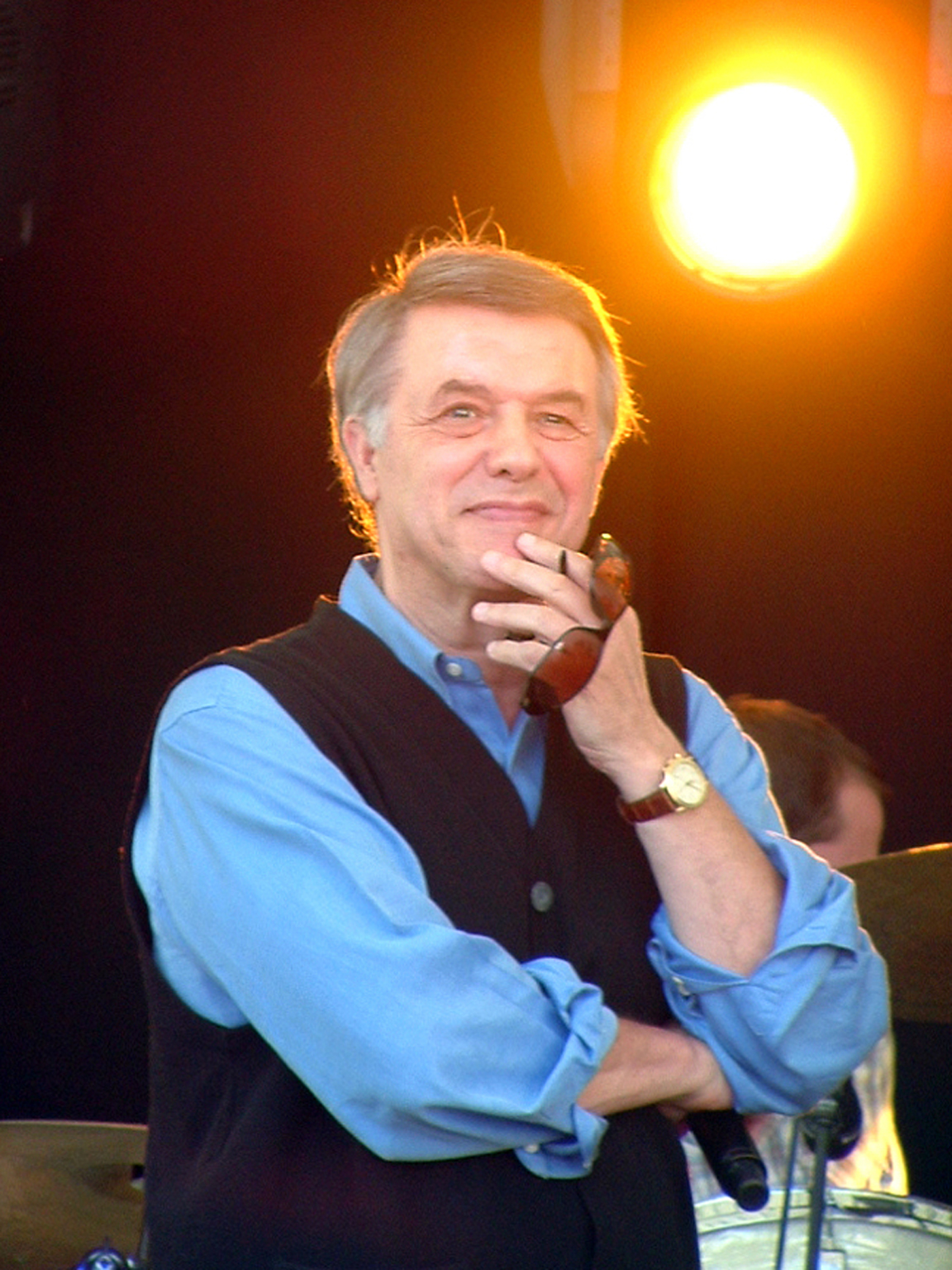
Salvatore Adamo

- [2] Net als Adamo, is Frédéric François (*1950) geboren in Sicilië. Sinds 1952 woont hij echter in België. Als charmezanger is hij vooral succesvol in Wallonië, Frankrijk en Canada. In 1971 had de zanger zijn eerste hit met Je n'ai jamais été aimé comme je t'aime. De single bleef gedurende 13 weken staan op nummer 1 in de Belgische hitparade. Een jaar later verscheen Je voudrais dormir près de toi, zijn eerste single waarvan een miljoen exemplaren werden verkocht. Andere hits volgden: Laisse-moi vivre ma vie, Chicago en Viens te perdre dans mes bras. Alleen al in Frankrijk verkocht hij 14.252.400  albums en singles. Frédéric François was eveneens erg succesvol in Canada. Zo verkocht hij in het land meer dan 50.000 stuks van zijn verzamelplaat Les Grandes Chansons (1993). Zijn wereldwijde platenverkoop wordt geschat op 35 miljoen.

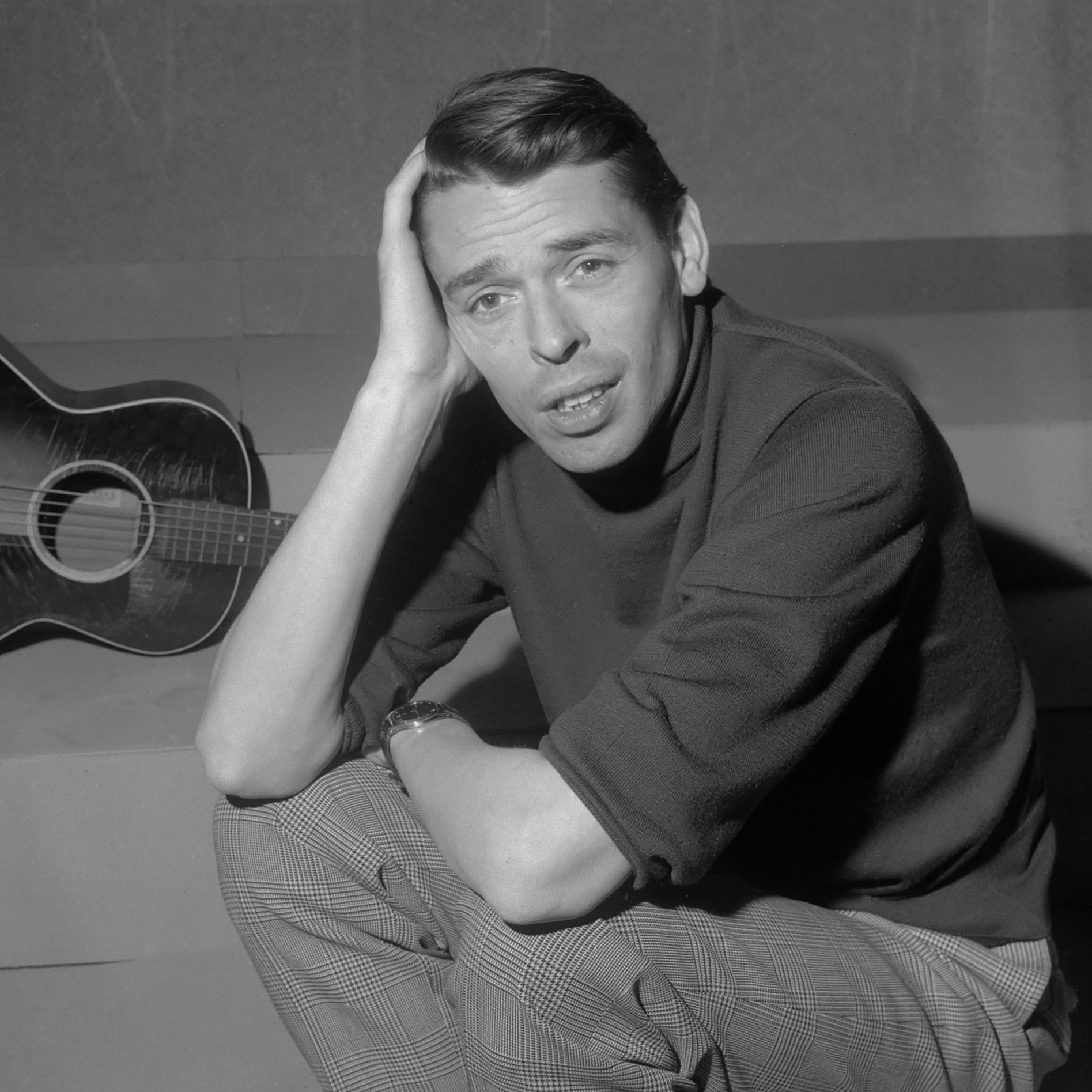
Jacques Brel

- [3] Jacques Brel verkocht van het album Brel (1978) 2,5 miljoen exemplaren, waarvan meer dan een miljoen in voorverkoop. Alleen al in Frankrijk verkocht Brel meer dan 10 miljoen albums en singles.[233] Tot zijn bekendste liedjes behoren onder meer Ne me quitte pas, Amsterdam, Quand on a que l'amour, Le Plat Pays en Le Bon Dieu. Zijn compositie Le moribond werd wereldwijd een hit in de Engelstalige versies van Terry Jacks (Seasons in the Sun, 1974) en Westlife (1999). Wereldwijd werden er zes miljoen exemplaren van verkocht. Sinds zijn overlijden in 1978 verschenen er tientallen compilaties van Brel. Van de verzamelplaat 15 Ans d'amour - Les Adieux à L'Olmpia 66 (1988) werden wereldwijd 2 miljoen stuks verkocht. Van de verzamelplaat Infiniment (2003) werden alleen in België meer dan 75.000 exemplaren verkocht. Een volledige discografie van Brel bestaat niet, aangezien zijn oeuvre zo omvangrijk en onoverzichtelijk is. Officiële verkoopcijfers van zijn repertoire bestaan bijgevolg niet. Extra: Zijn liedje Ne me quitte pas werd onlangs in Frankrijk uitgeroepen tot mooiste lied van de vorige eeuw. Op 20 december 2005 werd hij in Wallonië uitgeroepen tot grootste Belg aller tijden.

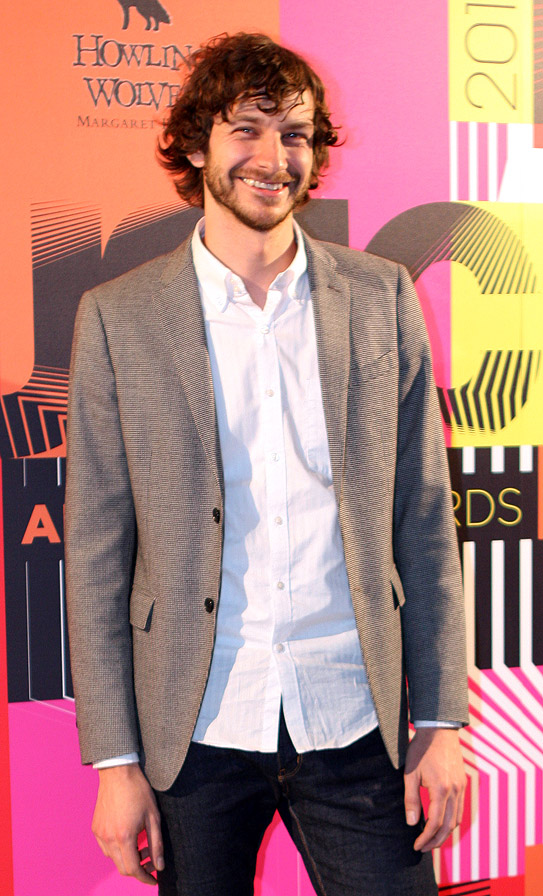
Gotye op de APRA Music Awards

- [4] Wouter de Backer (Brugge, 21 mei 1980), beter bekend als Gotye (en als producer Wally De Backer), is een Belgisch-Australische singer-songwriter. Met het album Like Drawing Blood (35.000 stuks) en het remixalbum Mixed Blood (100.000 stuks) was hij in Australië zeer succesvol. Zijn internationale doorbraak kwam er echter met de release van het album Making Mirrors, waarvan wereldwijd meer dan 3 miljoen stuks werden verkocht, waaronder 2 miljoen in de Verenigde Staten.[234][235] Het album haalde platina in België en in Frankrijk, tweemaal platina in de Verenigde staten en Polen, driemaal platina in Australië en goud in Oostenrijk, Canada, Denemarken, Duitsland, Italië en het Verenigd Koninkrijk.[236] In België won Gotye in 2011 de MIA's voor hit van het jaar en clip van het jaar.[237][238][239] In november 2012 stelde Billboard Magazine dat de singleverkoop van Somebody That I Used To Know wereldwijd de kaap van 13 miljoen stuks had overschreden waardoor het nummer wereldwijd de bestverkochte single was van 2012.[240][241][242][243][244] De single haalde de eerste plaats in de hitlijsten van 23 landen en stond zelfs vier weken op nr. 1 in de Verenigde Staten.[245][246][247] In België en Nederland haalde de single dubbel platina. In Australië was de single reeds goed voor een verkoop van meer dan 630.000 stuks. In het Verenigd Koninkrijk, waar de single pas begin 2012 verscheen, ging de teller boven 1,28 miljoen stuks waardoor de single er de bestverkochte van 2012 werd.[248][249] De single werd op 13 januari 2012 uitgebracht in de Verenigde Staten en was na 2 maanden reeds goed voor platina (1.000.000 stuks).[250] In augustus 2012 werd de single in de VS bekroond met 6× platina voor de verkoop van 6 miljoen stuks.[251] In oktober 2012 werden reeds 6,7 miljoen downloads geteld in de Verenigde Staten.[252][253] Anno 2023 is het nummer goed voor 14 keer platina in de VS en meer dan 2 miljard views op YouTube.[254] Zonder rekening te houden met de verkoopcijfers van de talrijke covers die o.m. Walk off the Earth, de Glee cast en Mayday Parade maakten van Somebody That I Used To Know, komt de wereldwijde verkoop van het nummer uit op ruim 17 miljoen stuks. Daarnaast verkocht Gotye ook meer dan 2,8 miljoen albums, waaronder 2 miljoen in de VS.[255]
- [5] 2 Unlimited was een project van de Belgische producers en songschrijvers Jean-Paul De Coster en Phil Wilde. Sinds 1992 opereerde het producersduo onder de naam Bizz Nizz en behaalde een hit met Don't Miss The Party Line. De clubhit Get Ready For This brachten ze uit als 2 Unlimited. Na het succes van deze single wilde het duo hun nieuwe creatie een gezicht geven. Dat vonden ze bij de Nederlandse rapper Ray Slijngaard en zangeres Anita Doth. De danceformatie verkocht wereldwijd ruim 20 miljoen albums en singles, dankzij hits als Twilight Zone, No Limit en The Real Thing. In vrijwel elk land ter wereld, waaronder de Verenigde Staten, sleepten Ray en Anita een gouden en platina plaat in de wacht. Hun liedjes verschenen op verscheidene dancecompilaties waarvan er in totaal meer dan 50 miljoen van verkocht werden.[256]
- [6a] Lou Deprijck behaalde hits onder allerlei pseudoniemen. Onder zijn succesvolste projecten behoren Liberty Six, Lou & The Hollywood Bananas, bekend van de hit Kingston, Kingston, en Two Man Sound. Met laatstvermelde groep had hij wereldhits als Charly Brown en Disco Samba. Disco Samba ging alleen al in Mexico ongeveer 1,2 miljoen maal over de toonbank. Lou Deprijck is ook bekend als producer van onder meer Plastic Bertrand. In 2010 erkende Plastic Bertrand dat Lou Deprijck de originele zanger was op Bertrand's hit Ça Plane Pour Moi en op zijn vier eerste studioalbums.[257] Deprijck ontdekte eveneens zangeres Viktor Lazlo (Breathless) en behaalde met haar verscheidene hits. Van zijn producties werden wereldwijd meer dan 20 miljoen exemplaren verkocht.[258][259][260]
- [6b] Plastic Bertrand (°1954, Brussel) behaalde een internationale hit met Ça plane pour moi (1977). Deze single haalde de lijst van de grootste liedjes aller tijden van het muziekblad Rolling Stone en werd recentelijk gebruikt voor de reclamespots van Coca-Cola Asia en Pepsi Cola Amerika. Uit die periode dateren ook de bescheiden hitsingles Tout Petit La Planète (1979) en Téléphone à Téléphone (1980). In 1982 had hij succes met de single Stop ou encore, die in België platina opleverde. In Canada werden van de single 100.000 stuks verkocht. Samen met Frida (van Abba) en Daniel Balavoine neemt hij in 1983 muziek op voor de musical Abbacadabra. Begin jaren tachtig had Plastic Bertrand succes met singles als Ping Pong (1982) en Major Tom (1983, een cover van Peter Schilling). Tijdens de newbeatperiode had hij succes met Slave to the beat (1989), waarvan 50.000 singles werden verkocht. Hij behaalde 15 gouden en 5 platina albums. Gedurende zijn carrière kreeg hij verschillende grote prijzen: een Billboard Award (VS), de Grand prix de l’Académie Française (Frankrijk), de Sabam-prijs (België), Rolls Royce Cup (Italië), de Grand Prix du Midem en een Who’s who of the year (International). In 2008 bracht hij zijn negende soloalbum uit, Dandy Bandit genaamd.

°° Lou Depryck en Plastic Bertrand werden in de lijst niet afzonderlijk opgenomen aangezien hun verkoopcijfers grotendeels betrekking hebben op hetzelfde repertoire.

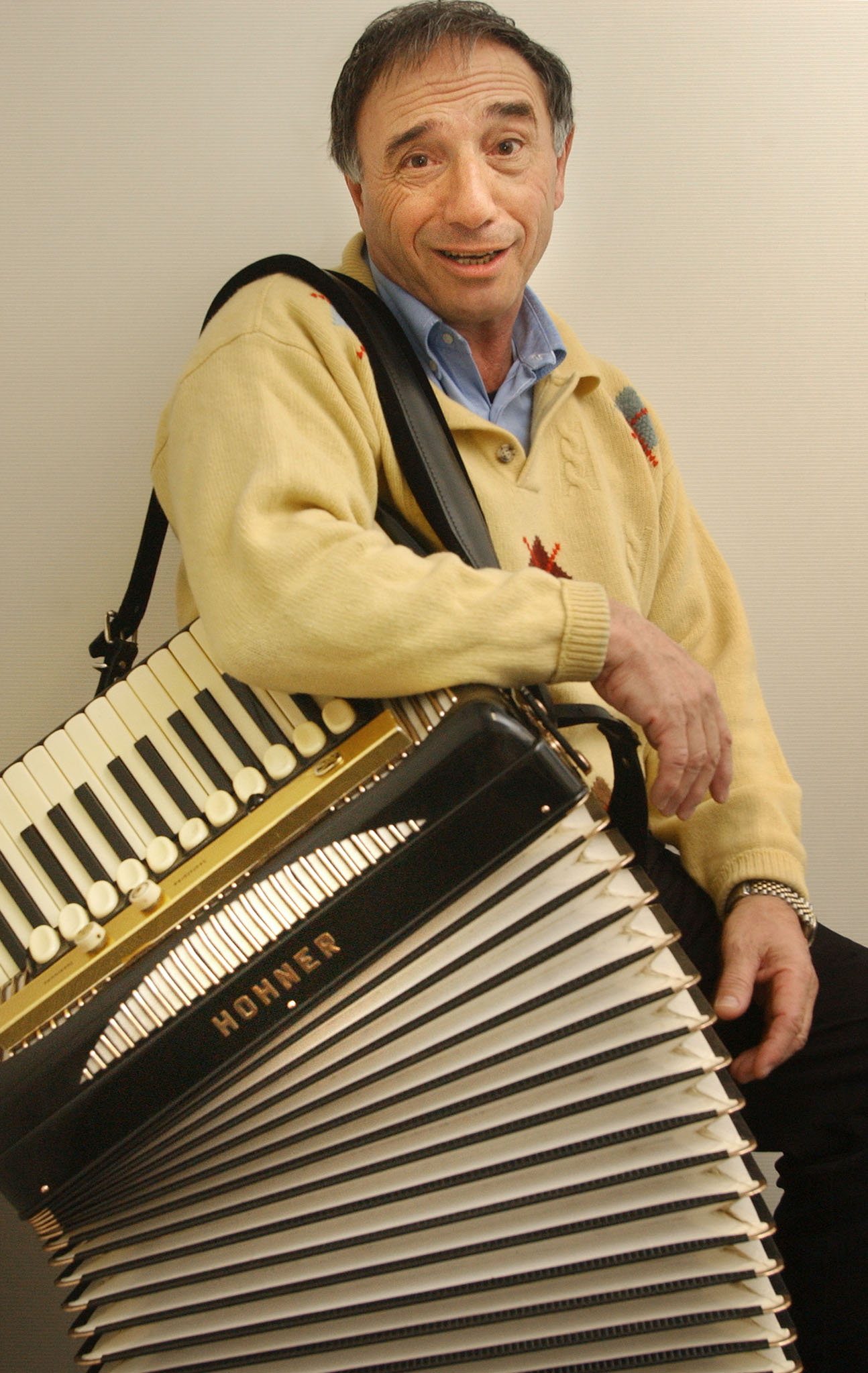
Rocco Granata

- [7] Van de single Marina (1959) zijn er wereldwijd meer dan duizend versies verschenen. De totale verkoop van de single, in alle versies en talen, bedraagt meer dan honderd miljoen. Van de originele (Italiaanse) versie werden in 1960 meer dan 1 050 000 exemplaren verkocht. Ondertussen zijn er van de originele versie meer dan zes miljoen verkocht.[261] Rocco had in 1963 met het Duitstalige Buona Notte Bambino een grote hit. In 1989 liet Rocco Granata een newbeatversie van Marina maken, waarvan er in Duitsland meer dan twee miljoen exemplaren verkocht werden. In 1964 begint hij zijn eigen platenfirma, Cardinal Records. Hij produceert artiesten als Louis Neefs, Will Ferdy, Jacques Raymond en Sam Bettens. Rocco Granata behaalde zelf ook nog hits in binnen- en buitenland met liedjes als Zomersproetjes en Jessica en vele andere. Hij bracht ongeveer 60 albums uit in zijn carrière.

°°Rocco Granata werd niet gecategoriseerd onder de artiesten die meer dan honderd miljoen albums/singles verkocht hebben aangezien enkel rekening werd gehouden met de verkoopcijfers van de originele versies van de singles en remixen.
- [8] Dj en producer Felix De Laet scoorde in 2014 onder het pseudoniem Lost Frequencies een internationale hit met Are You With Me, een cover van Easton Corbins nummer uit 2012. Lost Frequencies' danceversie werd een nr. 1-hit in een vijftiental landen waaronder België, Australië, Duitsland, Oostenrijk, Ierland, Zweden en het Verenigd Koninkrijk. Het betrof de eerste nr. 1-hit in het Verenigde Koninkrijk voor een Belgische artiest. Wereldwijd werden van het nummer 4,5 miljoen exemplaren verkocht. De tweede single Reality, een samenwerking met de Nederlandse singer-songwriter Janieck Devy, bereikte eveneens de top van de hitlijsten in diverse Europese landen, ditmaal ook in Frankrijk. Van het nummer gingen ruim 2,1 miljoen exemplaren over de toonbank.[262] Lost Frequencies haalde eveneens de hoogste regionen van de hitlijsten met de singles Beautiful Life, What Is Love, All or Nothing en Here with You (met Netsky). De hit Crazy was goed voor een verkoop van ruim 870.000 exemplaren. Zijn meest succesvolle single betreft echter Where Are You Now. Wereldwijd werden er ruim 5,5 miljoen exemplaren van verkocht, waarvan er 1,2 miljoen verkocht werden in het Verenigde Koninkrijk en 800.000 stuks in Duitsland.. Het nummer resulteerde ook in zijn eerste gouden plaat in de Verenigde Staten, goed voor de verkoop van 500.000 stuks. Met 28 miljoen luisteraars per maand is Lost Frequencies de meest beluisterde Belgische muziekartiest op Spotify (januari 2025).[263][264]

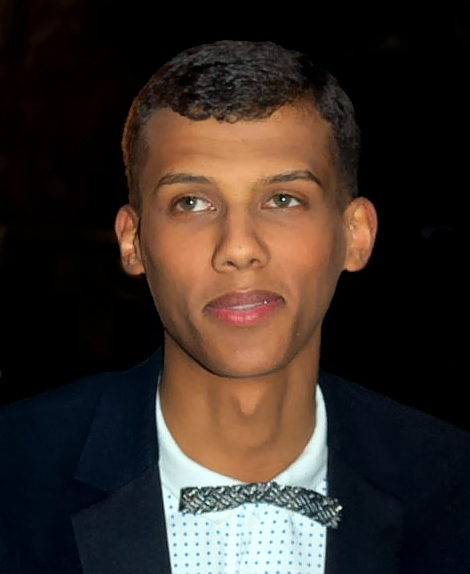
Stromae

- [9] De Brusselse Stromae was aan het begin van zijn carrière de jongste artiest in de lijst van bestverkochte Belgische muziekartiesten. Hij bereikte reeds in 2009 met zijn single Alors on danse in een tiental Europese landen de eerste plaats van de hitlijsten. Wereldwijd werden van de single meer dan 4,5 miljoen exemplaren verkocht, waaronder ruim 1 miljoen stuks in Duitsland[265], 800.000 stuks in Frankrijk, 500.000 stuks in de Verenigde Staten en 600.000 stuks in het Verenigde Koninkrijk[266][267][268][269] Stromae Van zijn debuutplaat Cheese werden meer dan een miljoen exemplaren verkocht, waarvan 450.000 in Frankrijk.[270] Naast Alors on Dance staan eveneens andere hits op het album zoals Papaoutai, Te Quiero en House Allelujah. In 2013 scoorde Stromae een Nr. 1 - hit in België en Frankrijk met de single Formidable, goed voor respectievelijk dubbel platina (60.000) en 309.800 verkochte exemplaren in Frankrijk. De single Papaoutai haalde de hoogste plaats in de hitlijsten in België en Frankrijk, een tweede plaats in Luxemburg en ook de Nederlandse Top 40. In totaal werden er 2,3 miljoen stuks verkocht van Papaoutai.  Op 19 augustus 2013 kwam zijn tweede album √ (Racine carrée) uit.[271] Met een verkoop van meer dan 1,2 miljoen exemplaren in een half jaar tijd was het album goed voor een diamanten plaat in Frankrijk en was het daar het bestverkochte album in 2013, vóór Daft Punk's Random Access Memories. Van Racine carrée werden wereldwijd ondertussen meer dan 4,7 miljoen exemplaren verkocht: 2,6 miljoen in Frankrijk, 270.000 in België, 79.000 in de VS, 110.000 in Rusland, 105.000 in Canada en 104.000 exemplaren in Nederland.[272] In maart 2022 verscheen zijn derde studioalbum "Multitude" met nummers als "Santé", "L'Enfer", "Fils de Joie" en "Mon Amour". Het album was wereldwijd goed voor een verkoop van meer dan 870.000 exemplaren, waarvan 300.000 exemplaren in Frankrijk.[273] Van de singles uit dit album werden gezamenlijk meer dan 1,2 miljoen stuks verkocht. Wereldwijd heeft Stromae anno 2025 ruim 15,2 miloen albums, singles en downloads verkocht.[274][275][276] Met 21 miljoen maandelijkse luisteraars, is Stromae de tweede meeste beluisterde Belgische artiest op Spotify (na Lost Frequencies).
- [10] Frank Michael is een Belgische zanger van Italiaanse origine. Zijn carrière begon met de single Je ne peux vivre sans toi uit 1974. Twee jaar later had hij een hit met Dites-lui que je l'aime. Hij haalde eveneens de hitlijsten met liedjes als San Angelo, Entends ma Voix, Toutes les Femmes sont Belles, Il est toujours question d'Amour, Le petit Café du Grand Amour en La force des Femmes. Zijn repertoire omvat meer dan 300 liedjes, een twintigtal albums en 45 singles. Hij behaalde meer dan 20 gouden platen. Frank Michael is vooral erg succesvol in België, Frankrijk, Italië, Canada en Japan. Alleen in Frankrijk verkocht hij (eind 2012) meer dan 1.953.500 albums en singles. Van zijn album La Forces des Dames (2004) verkocht hij in twee maanden tijd 200.000 exemplaren. In 2008 vierde hij zijn 35-jarige carrière met het album Mes Hommages.[277]
- [11] Met 14 miljoen verkochte albums is Helmut Lotti een van de Belgische artiesten die het meeste aantal albums heeft verkocht. Alleen al in België verkocht hij meer dan 2,4 miljoen albums. Helmut Lotti is echter het succesvolst in Duitsland. Hij verkocht in Duitsland meer dan 3,3 miljoen albums. Zijn bestverkochte album betreft Helmut Lotti Goes Classic uit 1995. Van dat album werden meer dan 1,5 miljoen exemplaren verkocht, waaronder 600.000 exemplaren in België, 250.000 exemplaren in Duitsland, 200.000 exemplaren in Canada en Nederland en 100.000 exemplaren in Frankrijk en Zweden. Zijn tweede album Helmut Lotti Goes Classic 2 uit 1996 werd bijna een even groot succes. Van dat album werden eveneens ruim een miljoen exemplaren verkocht. In België werden er 500.000 stuks van verkocht. De albums van Helmut Lotti deden het ook steeds goed in Duitsland. Voor Helmut Lotti Goes Classic 2 kreeg Lotti er in 1999 terug een gouden plaat voor de verkoop van 250.000 albums. Het album werd ook een succes in Frankrijk (100.000 stuks), Canada (50.000 stuks), Nederland (50.000 stuks), Zweden (40.000 stuks), Oostenrijk (50.000 stuks) en Zwitserland (25.000 stuks). In 1997 verscheen het derde album Helmut Lotti Goes Classic 3. Dat album evenaarde het succes van zijn voorganger en was alweer goed voor een verkoop van ruim 1 miljoen exemplaren. Het werd het succesvolste album van Lotti in Duitsland met een verkoop van 500.000 stuks, goed voor een platina plaat in 2005. Dit album werd ook een succes in diverse andere landen, waaronder Finland (25.000 stuks). In België werden er van zijn derde album ruim 350.000 stuks verkocht. In 1999 bracht hij het album Out of Africa uit. Hiervan verkocht hij ongeveer 750.000 stuks, waarvan terug 450.000 stuks in Duitsland. Latino Classics uit 2002 was goed voor een verkoop van 600.000 exemplaren wereldwijd. Het album My Tribute to the King (2002) werd terug een groot succes in Duitsland waar het album 450.000 keer over de toonbank ging. Van de meeste andere albums van Helmut Lotti werden er ook steeds 200.000 stuks verkocht.[278] Zijn album De Crooners was het bestverkochte album van 2006. Het album leverde hem twee platina platen op.[279]
- [12] Technotronic was een project van de Belgische producer Jo Bogaert. De single Pump Up The Jam (1989) deed het wereldwijd uitstekend en haalde zelfs de tweede plaats in de Billboard U.S. Van de single werden meer dan 3,5 miljoen exemplaren verkocht waarvan alleen al 450.000 in Engeland. In 1992 haalde ze met de single Get Up de vijfde plaats van de U.S. Billboard Charts wat resulteerde in een gouden plaat in de Verenigde Staten voor een half miljoen verkochte singles. In Frankrijk verkocht de groep 1,3 miljoen albums en singles.

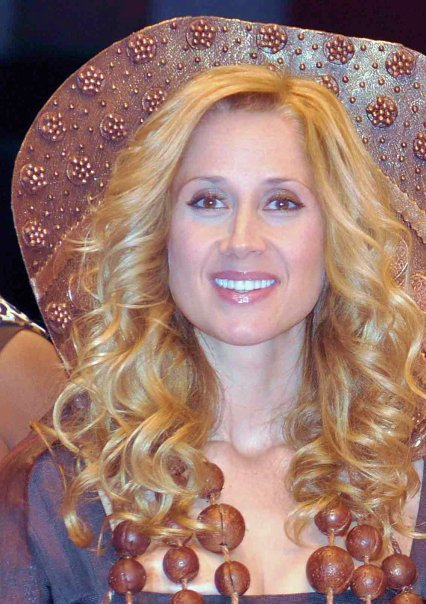
Lara Fabian

- [13] Op haar achttiende nam Lara Fabian deel aan het Eurovisiesongfestival voor Luxemburg en eindigde vierde met Croire. Het plaatje ging een 600.000 keer over de toonbank, de opvolger Je sais 300.000 keer. Haar debuutalbum (1993) haalde platina, maar het grote succes kwam er met het album Carpe Diem. Met dit album verwierf ze succes in de Franstalige landen, vooral in Canada, waar het album na drie weken al goud haalde. Uiteindelijk haalde de plaat drievoudig platina. Elk album van Lara Fabian haalde minstens platina. Van het album Pure (1998) werden in Frankrijk 1.471.800 stuks verkocht. In mei 2000 bracht de Belgische zangeres haar eerste Engelstalige album uit. Het album haalde goud in Canada (50.000 exemplaren), Duitsland (100.000), Zwitserland (15.000) en Noorwegen (20.000). Een platina-plaat volgde in België (50.000), Brazilië (125.000) en Frankrijk (200.000). In Portugal haalde het album driemaal platina (60.000). De teller van haar album-en singleverkoop in Frankrijk stond eind 2015 op 7.349.000 .[280]

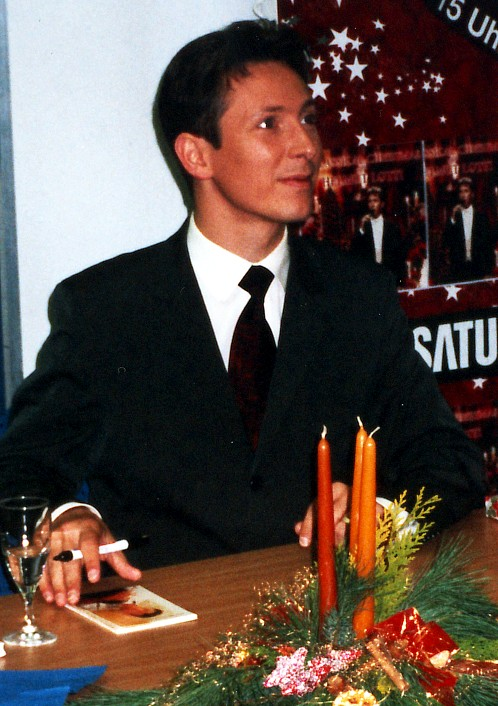
Helmut Lotti

- [14] Claude Barzotti (1953-2023) is een van de meest succesvolle zangers uit Wallonië. In 1979 behaalde hij een megahit in Frankrijk en België met Le Rital. In Frankrijk werden van de single meer dan een miljoen exemplaren verkocht.[281] Hij had in de jaren tachtig met hits als Je t'apprendrais l'amour, Je ne t’écrirai plus (1982) en Madame (1982). Madame werd zijn tweede meest succesvolle single met een verkoop van meer dan 400.000 exemplaren. Barzotti verkocht eind 2006 reeds 1.887.000 singles en 779.900 albums in Frankrijk.[282] Barzotti was in de eighties ook succesvol in Canada waar zijn verzamelplaat Les Grandes Chansons in 1995 bekroond werd met goud voor een verkoop van 50.000 exemplaren. In 1992 schreef hij Nous, on veut des violens, de Belgische inzending voor het Eurovisiesongfestival. Drie jaar later haalde Barzotti terug de hitlijsten met Aime-Moi. Barzotti overleed op 69-jarige leeftijd aan de gevolgen van kanker.[283][284]
- [15] In 1987 behaalde de band een eerste hit met Just a friend of mine waarvan alleen al in Frankrijk 300.000 singles van verkocht werden. Vaya Con Dios werd wereldwijd bekend met de single What's A Woman (1990) en het album Night Owls waarvan 2 miljoen exemplaren werden verkocht. In 1992 verscheen Time flies, een album dat in voorverkoop overal goud of platina haalde. De single Heading for a fall uit dat album werd vaak vertoond op MTV. Na het succesalbum Roots and Wings (1995) en de verzamelplaat The Best of (1996) bleef het acht jaar stil rond de band. De albumverkoop bleef echter wel op peil, van de compilatie werden in Europa een miljoen stuks verkocht. In 2004 verscheen een nieuwe plaat van Vaya Con Dios, The Promise. Vijf jaar later kwam Dani Klein met een eerste Franstalige plaat, Comme On Est Venu. Van het album werden na een maand reeds 18.000 exemplaren verkocht in België.

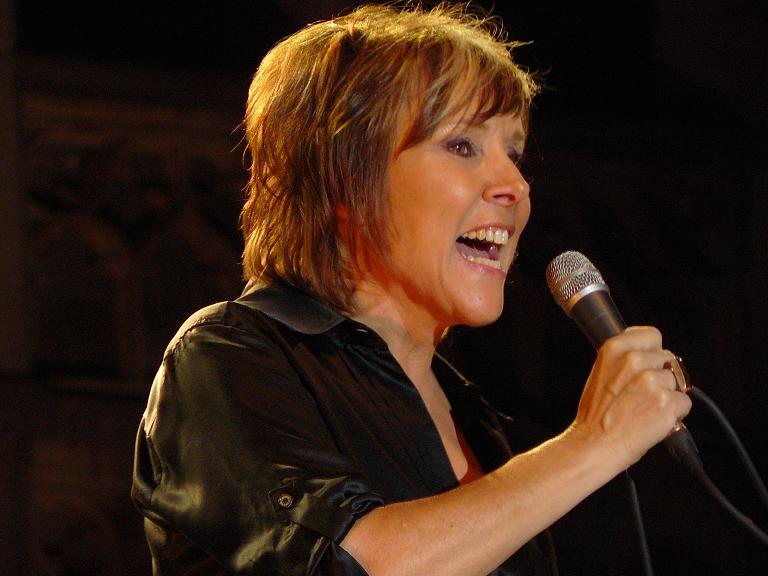
Dani Klein, Brussels Summer Festival in 2007

- [16] Art Sullivan had tussen 1972 en 1978 hits met Petite Fille Aux Yeux Bleus, Adieu Sois Heureuse, Une Larme d'Amour, Un Ocean De Caresses en Donne, Donne Moi. Zijn eerste grote hit had Sullivan met Ensemble (1972), waarvan alleen in Frankrijk meer dan een half miljoen stuks werden verkocht. In de jaren zeventig was hij ook succesvol in Nederland, Duitsland, Portugal en Latijns-Amerika. In Portugal was hij er een tijdlang de bestverkopende buitenlandse vedette na Abba. Hij stopte met zijn carrière in 1978 (toen had hij reeds 10 miljoen platen verkocht) en richtte een productiehuis op dat televisieseries maakte. In 2002 verscheen een nieuwe verzamelplaat van de Brusselse zanger die hem een gouden plaat opleverde in België. In 2006 verscheen, voor het eerst sinds 1978, een nieuw album van Sullivan met als titel Tout est dan tout. Zijn echte naam is Marc Liénart van Lidth de Jeude, hij is een neef van Prinses Mathilde.
- [17] Francis Goya is bekend om zijn talrijke samenwerkingen met internationale artiesten zoals Demis Roussos, Barry White, Three Degrees en Vicky Leandros. Als soloartiest, onder de naam Francis Goya, behaalde hij (instrumentale) hits met onder meer Nostalgia (1975) en Gipsy Wedding (1977). Nostalgia werd een hit in België, Nederland, Duitsland, Noorwegen en Brazilië. In Finland werden er meer dan 100.000 stuks van verkocht. Gouden en platina platen volgden in Europa, Azië en Zuid-Amerika. Goya is te horen op de soundtracks van de films Boerenpsalm (1989) en Koko Flanel (1990). Hij nam meer dan 40 studioalbums op, waarvan de meeste een gouden of platina plaat behaalden. Goya zou alleen al in Rusland gemiddeld 1.000 albums verkopen per dag.[285] Volgens Sabam verkocht de gitarist in Rusland ongeveer tien miljoen albums en singles.[286] In 2006 had de Amerikaanse rapper Busta Rhymes een hit met de single New York Shit, een herwerking van Faded Lady (1976) van Francis Goya. Van de single werden 2,5 miljoen exemplaren verkocht.
- [18] De Belgisch-Congolese rapper Damso kent veel succes in Frankrijk, België en Zwitserland. Van zijn eerste vier studioalbums verkocht hij in totaal meer dan 2 miljoen exemplaren. In 2023 bestond zijn discografie reeds uit 30 gouden, 40 platina en 30 diamanten singles, goed voor een verkoop van ruim 5 miljoen exemplaren.
- [19] Organist en instrumentalist André Brasseur (*1939) verkocht wereldwijd zes miljoen stuks van zijn single Early Bird (1965). Hij had vervolgens bescheiden hits met l'Atlantide/Studio 17, Red River Rock (1965) en Big fat spiritual (1967). Brasseur is ook bekend als sessiemuzikant. Zo speelde hij orgel op What's a Woman van Vaya Con Dios.[287] Zijn repertoire telt meer dan 400 zelfgeschreven liedjes. Brasseurs muziek werd ook erg bekend in Nederland. Instrumentals als Ballade On The Beach, Holiday, The Duck en The Kid werden gebruikt als radiotunes op Nederlandse radiostations als Radio Atlantis en Radio Veronica. In 2003 bracht hij een 35ste album uit. In 2008 verscheen een verzamelplaat met 40 composities van Brasseur.
- [20] De Belgische zangeres Lio had een megahit in België en Frankrijk met Banana Split (1979), een productie van Marc Moulin en Dan Lacksman (Telex). Er werden meer dan 2 miljoen singles van verkocht. Lio behaalde later nog hits met Amoureux solitaires (1980), waarvan wereldwijd 3 à 4 miljoen stuks werden verkocht,[288] Mona Lisa (1982) en Fallait pas commencer (1987). Ook de albums Lio (1980) en Pop Model (1988) zijn erg succesvol en leveren een verkoop op van enkele honderdduizenden exemplaren. De zangeres verkocht alleen in Frankrijk meer dan 3.008.200 albums en singles.[289][290][291]
- [21] De Vlaamse meidengroep K3, opgericht door Niels William, ontstond in 1999 en won een reeks gouden en platina albums. Hun doorbraak was het gevolg van hun deelname aan de voorrondes van het Eurovisiesongfestival. Heyah Mama werd een hit in Vlaanderen met een verkoop van 50.000 stuks. Van de meeste albums van K3 worden honderdduizenden exemplaren verkocht. Het album Alle Kleuren (2001) was goed voor een verkoop van 250.000 exemplaren in België en 150.000 exemplaren in Nederland.[292] Van het album Parels (2000) werden 150.000 stuks verkocht, van het album Verliefd (2002) werden alleen in voorverkoop ongeveer 250.000 exemplaren verkocht. K3 kent succes in Nederland mede dankzij enkele succesvolle musicals (Doornroosjes, De 3 biggetjes, Sneeuwwitje).[293] Van het album Ya Ya Yippee (2006) werden 50.000 stuks verkocht in voorverkoop. Het album Kusjes (2007) leverde in België platina op in voorverkoop, meer dan 50.000 exemplaren werden van het album verkocht in België en Nederland.[294] In 2008 werd Kathleen vervangen door de Amsterdamse Josje. Niet zonder succes, want van het eerste album van het vernieuwe K3, Mamasé werden meer dan 300.000 exemplaren verkocht in Vlaanderen en Nederland. Van de single Mamasé werden 50.000 stuks verkocht en dit exclusief de downloads.[295] Van hun cd en dvd Alice in Wonderland (2011) werden respectievelijk 75.000 en 65.000 stuks verkocht. K3 verkocht sinds 1998 ongeveer 5,5 miljoen geluidsdragers.[296]

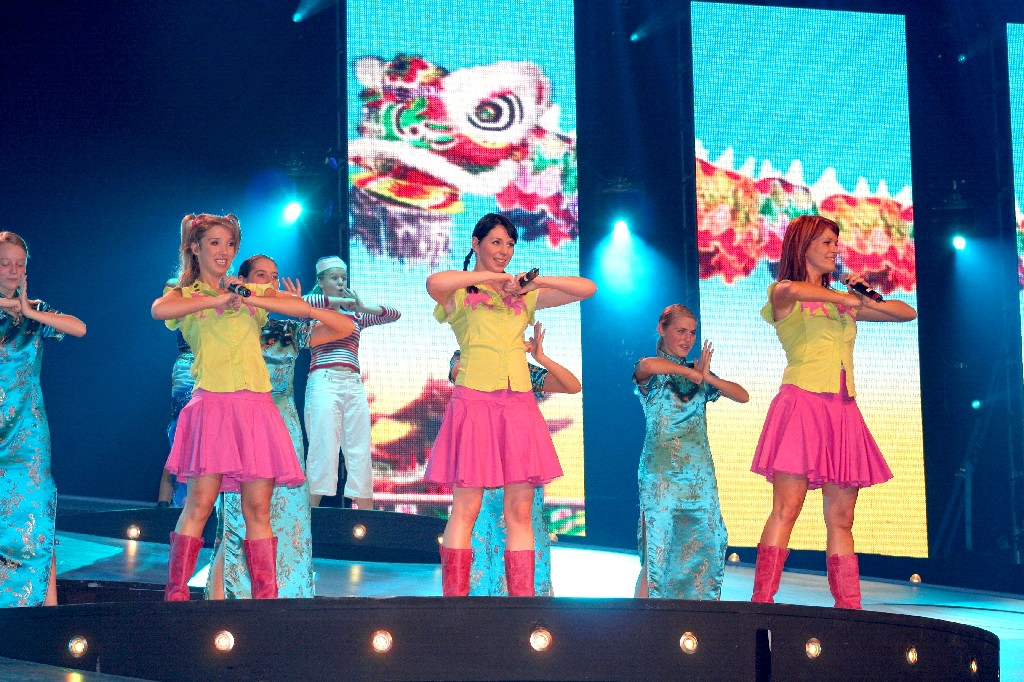
K3 in 2006

- [22] Tony Sandler (*1933) had begin jaren vijftig een hit in Europa met zijn eerste single Song Of The Sea. Hij verwierf als charmezanger vooral succes in België, Duitsland, Frankrijk en Italië. Samen met Ralph Young (*1923) vormt hij in 1963 het duo Sandler & Young waarmee hij vooral in de Verenigde Staten succes oogst. Van hun debuutalbum Side By Side worden meer dan een miljoen exemplaren verkocht. De grote doorbraak kwam er voor het duo met de single Dominique waarvan een miljoen stuks over de toonbank gingen. In 1983 ging Ralph Young, die 10 jaar ouder is dan Sandler, met pensioen en startte Tony Sandler een solocarrière.
- [23] Annie Cordy (*1928, Laeken) nam meer dan 500 liedjes op en een 56-tal albums. Ze verkocht in Frankrijk meer dan 5.226.700 albums en singles. Van haar single La Bonne du Curé (1975) gingen wereldwijd meer dan 2 miljoen stuks over de toonbank. Ook behaalde Cordy een hit met Tata Yoyo waarvan een miljoen stuks verkocht werden, waarvan 651.000 stuks in Frankrijk.[297]
- [24] Axelle Red verkocht van haar debuutalbum Sans plus attendre (1992) meer dan 750.000 stuks waarvan bijna een half miljoen in Frankrijk. De derde single van het album, Sensualité, was goed voor een verkoop van 316.000 exemplaren. In 2002 ontving Axelle Red een IFPI Platinum Europe Award voor een miljoen verkochte exemplaren van haar album À Tâtons. In Frankrijk verkocht ze reeds meer dan 2.014.000 singles en 1.854.000 albums. Van Manhattan-Kaboul, een samenwerking met Renaud, werden 523.000 stuks verkocht in Frankrijk, wereldwijd meer dan 800.000 stuks.[298] Van het album Toujours Moi (1999) werden 460.000 stuks verkocht in Frankrijk. Het live-album Alive (in concert) was goed voor een verkoop van 150.000 exemplaren. In 2002 verscheen het album Face A/Face B (met de single Je Me Fâche) waarvan 250.000 stuks werden verkocht. Van de verzamelplaat French Soul werden 150.000 stuks verkocht. Het album Jardin Secret (2006) haalde in België driemaal platina, wereldwijd gingen van het album 300.000 exemplaren over de toonbank. In 2009 verscheen een nieuw album, Sisters & Empathy, het eerste Engelstalige album van Axelle Red. Wereldwijd verkocht Axelle Red vijf miljoen albums en singles.[299][300]
- [25] De Brusselse zangeres Angèle brak door in België en Frankrijk met haar debuuthit La Loi de Murphy, meteen goed voor een verkoop van ruim 240.000 singles, waarvan 200.000 in Frankrijk.[301] De daaropvolgende singles Je Veux tes Yeux, La Thune en Jalousie bereikten allemaal meermaals goud- of platinastatus in België. De nummers La Thune, Tout Oublier, Balance ton quoi, Flou, Oui ou Non, Ta Reine, Fever (met Dua Lipa), Bruxelles je t'aime en Démons (met Damso) bereikten de diamantstatus in Frankrijk. Van elk van die hits werden er in Frankrijk ruim 300.000 exemplaren verkocht. Op 5 oktober 2018 bracht de zangeres haar debuutalbum uit, Brol (album). In Frankrijk werden ruim 1,5 miljoen exemplaren verkocht van het album. Haar tweede album Nonante-neuf uit 2021 was goed voor een verkoop van ruim 300.000 stuks in Frankrijk. Wereldwijd heeft Angèle ruim 5 miljoen albums en singles verkocht.[75][302]
- [26] Eind 2001 haalde Lasgo met de single Something de 35ste plaats in de Amerikaanse hitparade. Eind 2004 kregen ze voor de single twee prijzen van de Amerikaanse auteursrechtenorganisatie BMI. Something was in de Verenigde Staten een van de meest gedraaide liedjes. Van hun albums Some Things en Far Away werden meer dan 5 miljoen exemplaren verkocht. Op Myspace is Lasgo de derde meest beluisterde Belgische artiest met meer dan 2 miljoen plays (na D.H.T. en Soulwax).
- [27] Bobbejaan Schoepen behaalde in zijn lange carrière 25 gouden en 2 platina platen. Uit zijn omvangrijk en soms eigenzinnig repertoire van bijna 550 liedjes gingen vijf miljoen platen over de toonbank: van kleinkunst, levensliederen, instrumentals, chansons, country, tot ronduit geflipte volksmuziek. Tot zijn grootste internationale successen behoren het levenslied Eerbied voor jouw grijze haren, de country-parodie Café zonder bier, en het chansonachtige Je me suis souvent demandé. In Vlaanderen piekten in de jaren vijftig elf van zijn liedjes tot nummer één hits, waaronder De Lichtjes van de Schelde. Schoepen bouwde in de jaren zestig in Kasterlee het pretpark Bobbejaanland, maar werd sinds de verkoop ervan in 2004 muzikaal weer actief.
- [28] Eddy Wally (*1932) kreeg in België de bijnaam The Voice of Europe. In zijn lange carrière schreef hij meer dan 500 liedjes. Eddy Wally behaalde hits met Signorita D’Amore, Ik Spring Uit Een Vliegmachien, Als Marktkramer Ben Ik Geboren en Chérie. Zijn grootste hit Chérie (1965) nam Eddy Wally op in verscheidene talen waaronder het Chinees. De single haalde al snel dubbel platina, goed voor een wereldwijde verkoop van een miljoen exemplaren. Van de single Marskramer werden een half miljoen stuks verkocht.[303] Wereldwijd verkocht Eddy Wally minstens vijf miljoen albums en singles. Hij won in zijn carrière 17 gouden platen.[304]

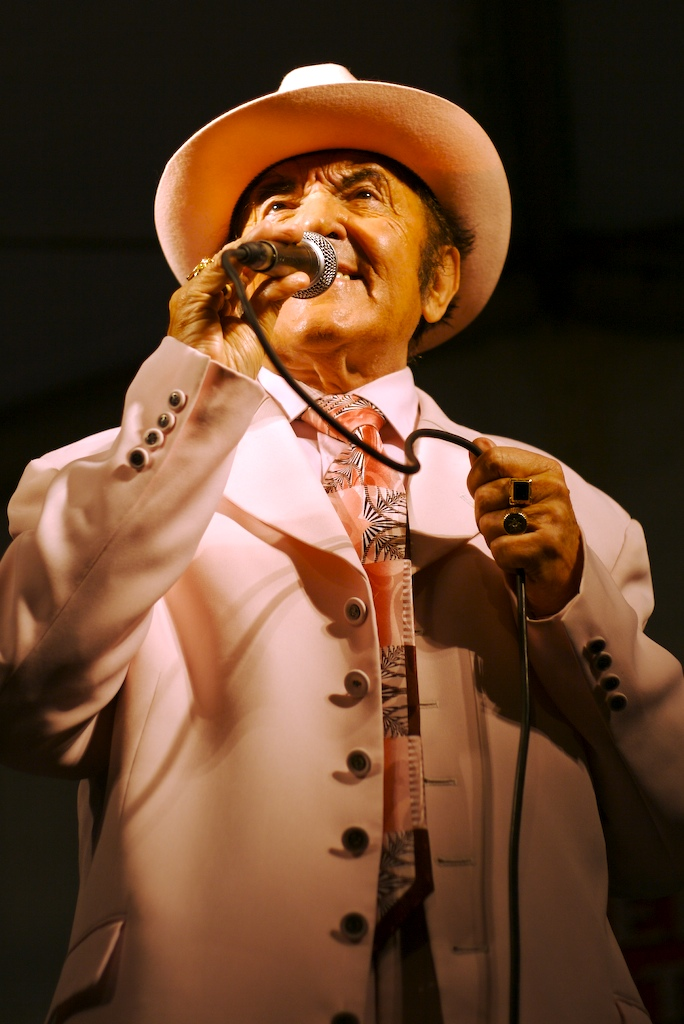
Eddy Wally

- [29] De Belg Jean-Jacques Blairon, beter bekend als J.J.Lionel, behaalde in 1980 met La Danse des canards (in een productie van Marcel De Keukelaire) een monsterhit, waarvan alleen in Frankrijk 3,5 miljoen exemplaren over de toonbank gingen. In Frankrijk is het de op een na bestverkochte single ooit (na Petit Papa Noêl van Tino Rossi). Later had hij nog hits met La Danse des petits chats (1981), Boum boum benzine (1984) en Merci monsieur de la Fontaine (1985). Hij was eveneens gitarist bij Two Man Sound.[305]

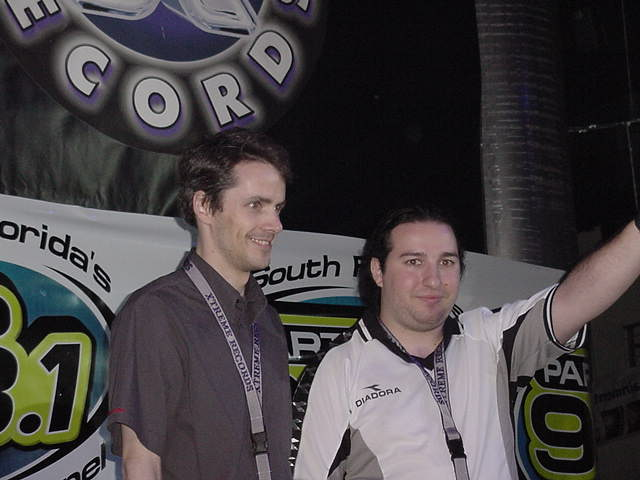
Erik Vanspauwen en Christophe Chantzis – tekstschrijver en producer van Ian Van Dahl

- [30] Het Belgische danceproject Ian Van Dahl (nu Annagrace genaamd) ontstond in 2000 en bestond uit onder meer producer Peter Luts (ook bekend als producer van Lasgo en Astroline) en zangeres Annemie Coenen. Hun debuutsingle Castles In The Sky (2001) werd een hit in Europa, Canada en zelfs in de Verenigde Staten. Ian Van Dahls debuutalbum Ace (2002) haalde na drie weken in het Verenigd Koninkrijk een gouden plaat voor de verkoop van 100.000 albums. Ook opvolger Lost & Found werd een succesalbum in Europa. In 2002 won Ian van Dahl de prijs voor 'Best Dance Act' van Top of the Pops en een gelijkaardige prijs bij de uitreiking van de Dance Star Awards. Van hun albums en singles gingen er meer dan 4 miljoen exemplaren over de toonbank. Sinds 2008 gaat Ian Van Dahl door het leven als Annagrace vanwege de muzikale koerswijziging. Op 13 juni 2008 verscheen de eerste single onder de nieuwe naam, You Make Me Feel.[306][307] Met de single Let the Feelings Go had Annagrace een hit in de Verenigde Staten en voor het eerst in negen jaar ook in Vlaanderen. De single haalde in augustus 2009 de eerste plaats in de Billboard USA Dance Airplay Chart.
- [31] Paradisio is een Belgische danceformatie van de Waalse producers Patrick Samoy en Luc Rigaux. Van de single Bailando (1996) werden in Europa en Zuid-Amerika samen twee miljoen exemplaren verkocht, waarvan 550.000 in Frankrijk.[308][309][310] In Zweden haalde de single driemaal platina en is daarmee de bestverkochte single ooit in Zweden. In 1998 werd Bailando opnieuw een Europese bestseller in de versie van de Spaanse DJ Sammy en Loona.[311] In hun versie werden er opnieuw een miljoen exemplaren wereldwijd verkocht. De formatie haalde tevens de hitlijsten met singles als Bandolero (1996) en Vamos a la discoteca (1997). Van laatstgenoemde single werden 700.000 stuks verkocht.
- [32] De Vlaamse dj's Jef Martens, bekend onder pseudoniemen als Basto, Lazy Jay, Bitch Boys, Candyman, Dirty Bunch, DJ Basik, Jin Sonic en Kings of Porn, kende vanaf 2005 succes in België en Nederland met clubhits als Rock With You (2005) en On My Own (2008), dat hij samen schreef met Peter Luts. In 2007 gebruikte de Duitse technoband Scooter zijn muziek voor hun hit I'm Lonely, waarvan een half miljoen exemplaren werden verkocht. Een jaar later scoorde hij een hitje in Frankrijk met Gregory's Theme. Sinds 2008 fungeert Jef Martens tevens als co-producer van Lasgo. De internationale doorbrak kwam er echter toen de Amerikaanse rapster Azealia Banks Lazy Jay's muziek gebruikte voor haar debuuthit 212. De videoclip haalde meer dan 50 miljoen views op YouTube. In 2012 leverde Jef Martens de muziek af voor de wereldhit Scream & Shout van will.i.am feat. Britney Spears. Van het nummer werden in de Verenigde Staten meer dan 2 miljoen exemplaren verkocht. In februari 2013 stond de teller wereldwijd op meer dan 3,5 miljoen stuks. Sinds 2010 fungeert zijn broer, Toon Mertens, als uitgever van zijn muziek.[312]
- [33] De Belgische groep Les Crazy Horse, met als frontman Alain Delorme, behaalde tussen 1971 en 1975 hits met liedjes als J'ai Tant Besoin de Toi, Une Fleur Rien Qu'une Rose en Et Surtout Ne M'oublie Pas. In vier jaar tijd verkocht de band meer dan vier miljoen platen. In 1975 verliet Alain Delorme de band om als soloartiest verder te gaan. Hij had enkele bescheiden hits met Romantique avec toi, Livre d'Amour, J'ai Un Petit Faible Pour Toi en Je Rêve Souvent d'Une Femme. In 2004 verscheen de compilatie Tous Les Tubes, goed voor opnieuw een platina plaat in België.
- [34] Serge Ramaekers had tussen 1988-1989 hits met The Confetti's. Van singles als The sound of C, C' day en C in China werden in België steeds meer dan 100.000 exemplaren verkocht. The Confetti's verkochten in Frankrijk 1.194.300 albums en singles. In 1989 maakte hij een remix van Rocco Granata's Marina. In Duitsland werden van de remix meer dan 2 miljoen exemplaren verkocht. Hij maakte ook een remix van Living on my own van Freddie Mercury, een single die in heel Europa enkele weken op nummer 1 stond. Verder boekte hij successen met producties als My Day will come (The Dinky Toys, 1991) en Sex on the beach (T-Spoon, 1997).
- [35] In 1969 bracht de Belgische rockband Wallace Collection het album Laughing Cavalier uit. Van het album werden een miljoen exemplaren verkocht, de single Daydream werd een nr.1 hit in meer dan 20 landen, goed voor een verkoop van twee miljoen stuks. De single Dear Beloved Secretary (1969) werd een #1-hit in Nederland en Italië. De band maakte nog twee albums Serenade (1970) en La Maison (1970).
- [36] De Brusselse rapper Hamza behoort samen met Damso tot de succesvolste rappers uit België. Hamza scoorde grote hits in Frankrijk en België met nummers als God Bless feat. Damso, Fade Up, Life. Die 3 nummers haalden de Diamanten-status in Frankrijk, goed voor telkens een verkoop van een half miljoen stuks. Zijn debuutalbum Paradise (2019) haalde was goed voor platina in Frankrijk (goed voor 100.000 verkochte exemplaren). Met meer dan 10 nummers bereikte hij platina in Frankrijk, waaronder Nocif, Vibes, Sincèrement, Atasanté en HS. Hij won reeds viermaal de Ultratop Streaming Award, een prijs voor de meeste gestreamnde artiest in België.[313]
- [37] De hiphopgroep Benny B, bestaande uit Abdel Hamid Gharbaoui (°1968, Molenbeek), DJ Daddy K en de danser Perfect, behaalden verscheidene hits in België en Frankrijk zoals met Qu'est-ce qu'on fait maintenant? (750.000 exemplaren in België), Vous êtes foux (400.000 exemplaren in Frankrijk), Parce qu'on est jeune en Dis-moi bébé. Benny B verkocht in totaal meer dan 3 miljoen platen.
- [38] Zuster Jeanne Deckers werd als The Singing Nun internationaal bekend met haar single Dominique (1963). Ze had met de single een nummer 1-hit in de Verenigde Staten. Vier weken bleef ze aan de top van de hitlijsten met de single, maar ook het album deed het goed en behaalde goud in de VS. Van de single Dominique werden wereldwijd meer dan twee miljoen exemplaren verkocht.[314] Soeur Sourire was de eerste artieste die met een single en een album tegelijkertijd hoog eindigde in de Verenigde Staten. Soeur Sourire had als enige Belgische artieste een nummer 1-hit in de VS. Ze is tevens een van de weinige Belgische artiesten (naast onder meer René Jacobs) die een Grammy Award won. Dominique leverde haar een Grammy Award op in de categorie 'Best Gospel Or Other Religious Recording (Musical)'.[315] In 1966 verscheen de Amerikaanse film Singing Nun waar haar leven uit de doeken werd gedaan. De film behaalde een Oscarnominatie. In 1967 stapte ze uit het kloosterleven om zich geheel aan haar muzikale carrière te wijden.[316] Het leven van de zingende non werd in 2008 opnieuw verfilmd, ditmaal door Stijn Coninx.
- [39] Met hun project Natural Born Grooves behaalden Frank Van Herwegen (beter bekend als DJ F.R.A.N.K/ Frank Ti-Aya) en Jaco Van Rijswijk verscheidene clubhits waaronder Groovebird, Universal Love en Forerunner. De track Groovebird was goed voor een verkoop van 30.000 exemplaren.[317][318] In 2003 mixte DJ F.R.A.N.K. 'Summerjam' van The Underdog Project met Fiesta van Sunclub. Samen met producer Andy Janssens (Kate Ryan, 2 Unlimited) maakte hij er een nieuwe liedje van, Summerjam 2003 getiteld. Sindsdien werden er een 1,3 miljoen stuks van verkocht. DJ F.R.A.N.K had in 2006 opnieuw succes met de internationale hit One love, uitgebracht als Frank Ti-Aya ft. Yardi Don. Danzel bereikte samen met zijn producer Jaco Van Rijswijck en coproducer DJ F.R.A.N.K. de Europese hitlijsten met de single Pump it up (2004), waarvan wereldwijd meer dan een 1,5 miljoen stuks werden verkocht. Ook de singles Put Your Hands Up in the Air en My Arms Keep Missing You van Danzel werden internationale hits. In 2006 bracht Danzel zijn debuutalbum Name Of The Jam! uit. Tijdens een chatsessie gaf Danzel[319] te kennen dat hij, samen met Van Rijswijck en DJ F.R.A.N.K., meer dan 3 miljoen singles verkocht heeft. In 2010 verkregen DJ F.R.A.N.K. en Van Rijswijck een gouden plaat in België voor hun hit Discotex! (Yah!).[320]

°° DJ F.R.A.N.K en Danzel werden in de lijst naast elkaar opgenomen omdat hun verkoopcijfers gedeeltelijk overlappen.
- [40] De Waalse zangeres Maurane (1960-2018) verkocht van haar doorbraakalbum Toutes les mamas (1989) 150.000 stuks.[321] Twee jaar later deed ze het nog beter met Ami ou Ennemi waarvan bijna een half miljoen stuks worden verkocht. In 2006 verscheen het album Si Aujourdhui, goed voor een verkoop van 200 000 exemplaren.[322] Alleen in Frankrijk verkocht Maurane al meer dan 2,4 miljoen albums en singles.[323] Op 13 oktober 2008 verscheen een tweede verzamelplaat waarop hits staan als Tu es mon autre, Sur un prélude de Bach en Tout faux.
- [41] De grote doorbraak voor Clouseau kwam er in 1989 met hun single Anne, hun eerste grote hit in Vlaanderen. Van hun debuutalbum Hoe Zo? werd in België en Nederland bijna 600 000 exemplaren verkocht. Hun eerste Engelstalige album Close Encounters (1991) was goed voor een verkoop van 200 000 albums, hun tweede In Every Small Town deed het echter minder goed. Clouseau beslist dan maar verder Nederlandstalige platen uit te brengen. Niet zonder succes zo blijkt uit de verkoop van Oker, goed voor 430.000 verkochte exemplaren. Het studioalbum Adrenaline (1996) en de verzamelplaat 87-97 gingen elk 150.000 maal over de toonbank. Op 9 maart 2000 kreeg Clouseau een live-achievement award voor de verkoop van 2 miljoen albums en singles. Van de albums En Dans (2001) en Vanbinnen (2004) werden steeds meer dan 100.000 stuks verkocht. De recentste plaat van Clouseau, Vonken en Vuur (2007) was twee maanden na verschijnen al goed voor meer dan 60.000 verkochte exemplaren. Van de verzamelplaat Clouseau 20 (2007) werden 100.000 stuks verkocht in België. In 2007 stond Clouseau achttienmaal in het Antwerpse Sportpaleis, een absoluut record. Clouseau stond over heel hun carrière bekeken meer dan honderdmaal in het Sportpaleis. In 2009 verscheen de plaat Zij aan Zij met onder meer de controversiële single Leve België. Ook dit album was goed voor een eerste plaats in de Vlaamse hitlijsten en platina.

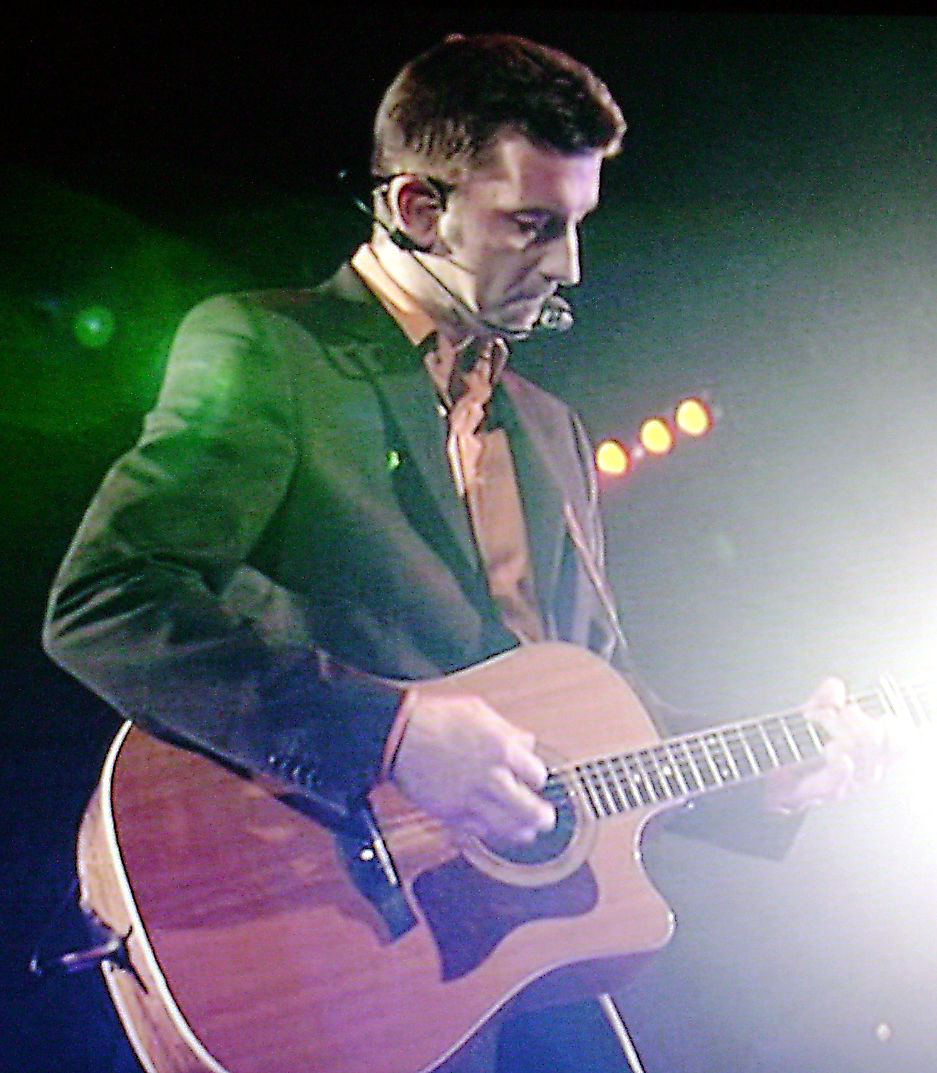
Kris Wauters, Clouseau in 2005

- [42] Christian Vidal, geboren in Brussel, is een Belgische zanger die vooral in Wallonië, Frankrijk en Canada hits behaalde. In 1972 kwam zijn grote doorbraak met Angélique waarvan wereldwijd 1,6 miljoen stuks verkocht werden. In Frankrijk werden van de single 836.000 exemplaren verkocht.[324] Vidal haalde ook de hitlijsten met singles als Sérénade, La chanson nostalgique, De je t'aime en je t'aime en Les yeux de Marie.
- [43] Vito Lucente, beter bekend als Junior Jack, heeft in zijn carrière liedjes uitgebracht onder verschillende pseudoniemen, zoals Kaf’e (Can You See It), Hugh K (Shine On) en Mr Jack (Only House Music). Hij had over de hele wereld clubhits. In 1999 bracht hij voor het eerst een single uit onder de naam Junior Jack. De single My feeling werd een megahit en werd snel gevolgd door singles als Thrill me (2002), E Samba (2003), Da Hype (met Robert Smith) (2003), Stupidisco (2004) en Private Tools (2005). Eén voor een werden het internationale hits. Onder de naam Room 5 had hij een internationale hit met Make Luv. Er werden 700.000 exemplaren van de single verkocht. In 2005 won hij de Best DJ Award op de DJ Awards (Ibiza).
- [44] Kate Ryan behaalde een eerste hit met Scream For More, de bestverkochte Belgische dancesingle. Een jaar later had ze een Europese hit met Mylène Farmers Désenchantée (2002) dat tweemaal platina haalde in België en in bijna heel Europa de top 10 haalde van de hitlijsten. Goed voor een verkoop van 600.000 exemplaren. Van haar debuutalbum Different werden meer dan 250.000 exemplaren verkocht. Singles als Libertine en Mon Coeur resiste Encore haalden eveneens de hitlijsten in Europa. In 2006 vertegenwoordigde ze België op het Eurovisiesongfestival met Je t'Adore. Na twee weken haalde de single goud in eigen land. Van haar single Ella, elle l’a, een cover van France Gall, werden meer dan een half miljoen downloads verkocht.[325] In Spanje ging de single 200.000 maal over de toonbank. Deze single verscheen ook op het album Free waarvan in Europa 250.000 stuks werden verkocht.[326] Andere hits van Kate Ryan zijn The Promise You Made (2004), Alive (2006), Voyage, Voyage (2007) en Babacar (2009). In november 2008 won de Vlaamse zangeres de World Music Award van bestverkochte Benelux artiest.[327]

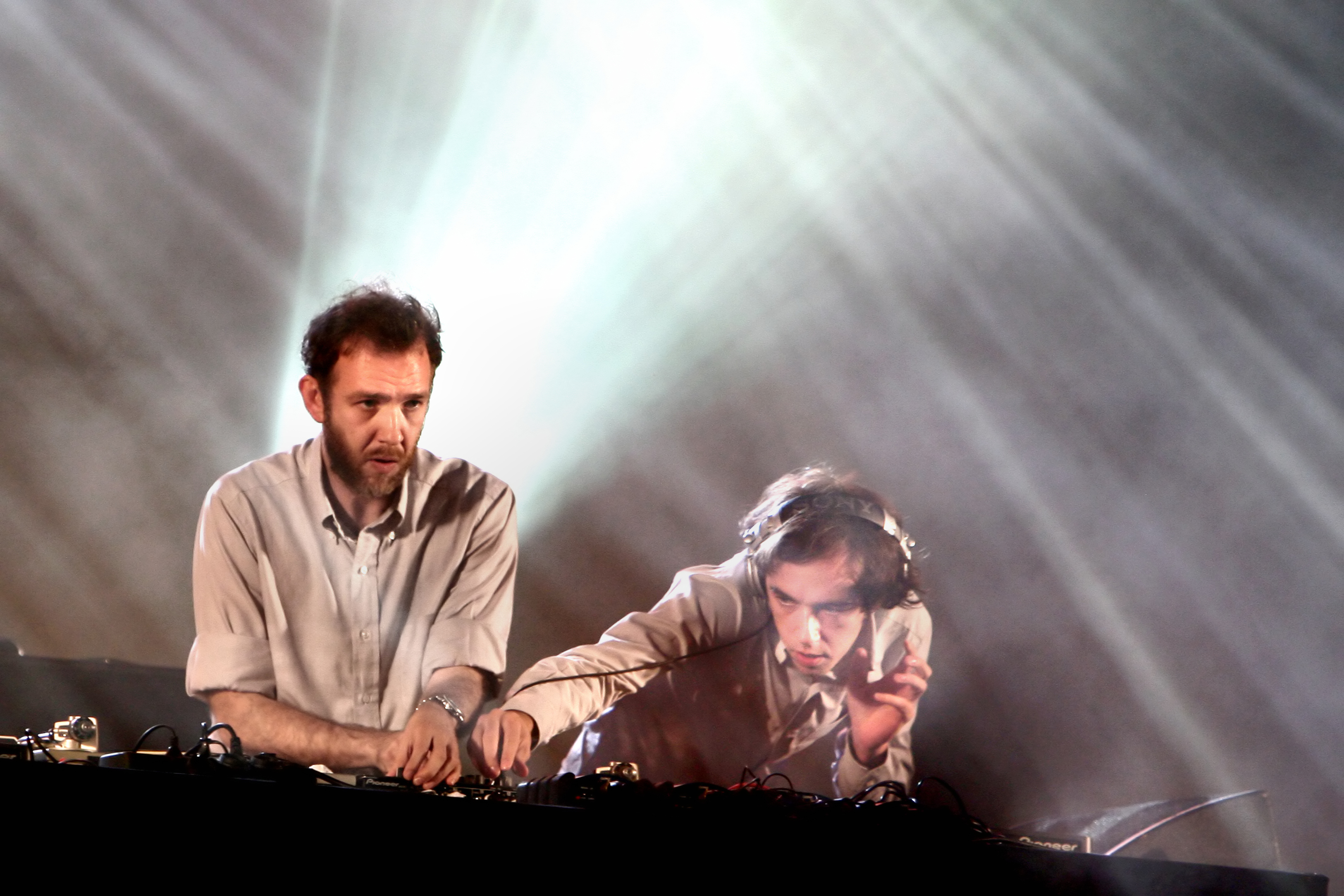
2 Many DJs

- [45] Van de eerste twee albums van K's Choice The Great Subconscious Club (1993) en Paradise In Me (1995) waren eind 1998 al meer dan een miljoen exemplaren verkocht. Beide albums haalden platina in België en Nederland. Paradise In Me met de hit Not An Addict ging de Belgische muziekgeschiedenis in als een van de bestverkochte Belgische albums met een verkoop van meer dan 800.000 exemplaren.[328] Opvolger Cocoon Crash (1998) moest niet veel onderdoen voor Paradise In Me en werd net als de vorige plaat een succes in de Verenigde Staten. Hun album Almost Happy (2000) haalde goud in België en Nederland.[329]
- [46] Het debuutalbum Lust en opvolger Voodo-U van Lords of Acid behaalden beiden goud in de Verenigde Staten. Van The Immortals gingen meer dan 600.000 exemplaren over de toonbank. Praga Khan en Lords of Acid verkochten in de VS meer dan twee miljoen platen.[330] Lords Of Acid is de vierde meest beluisterde Belgische artiest op MySpace met meer dan 1,7 miljoen plays.
- [47] Als Soulwax brachten de gebroeders Dewaele rockalbums uit als Leave The Story Untold (1996), Much Against Everyone's Advice (1999) en Any Minute Now (2004). David en Stephen Dewaele zijn echter bekender als het dj-duo 2 Many DJs. As Heard On Radio Soulwax Pt. 2 wordt beschouwd als een meesterwerk, een miljoen exemplaren werden er reeds van verkocht.[331] Soulwax is op een na de meest beluisterde Belgische artiest op MySpace, met meer dan 1,9 miljoen plays (na D.H.T.).
- [48] Ondanks de onmogelijkheid twee vingers van zijn linkerhand te gebruiken (vanwege een caravanbrand in 1928), ontwikkelde de Belgische jazzgitarist Django Reinhardt (1910-1953) een virtuoze gitaarstijl die gitaristen als Chet Atkins, Mark Knopfler, Martin Taylor en Carlos Santana sterk beïnvloed heeft. Reinhardt, die beschouwd wordt als een van de eerste essentiële Europese jazzgitaristen, werd bekend door zijn samenwerkingen met Benny Carter, Rex Stewart en Louis Armstrong.

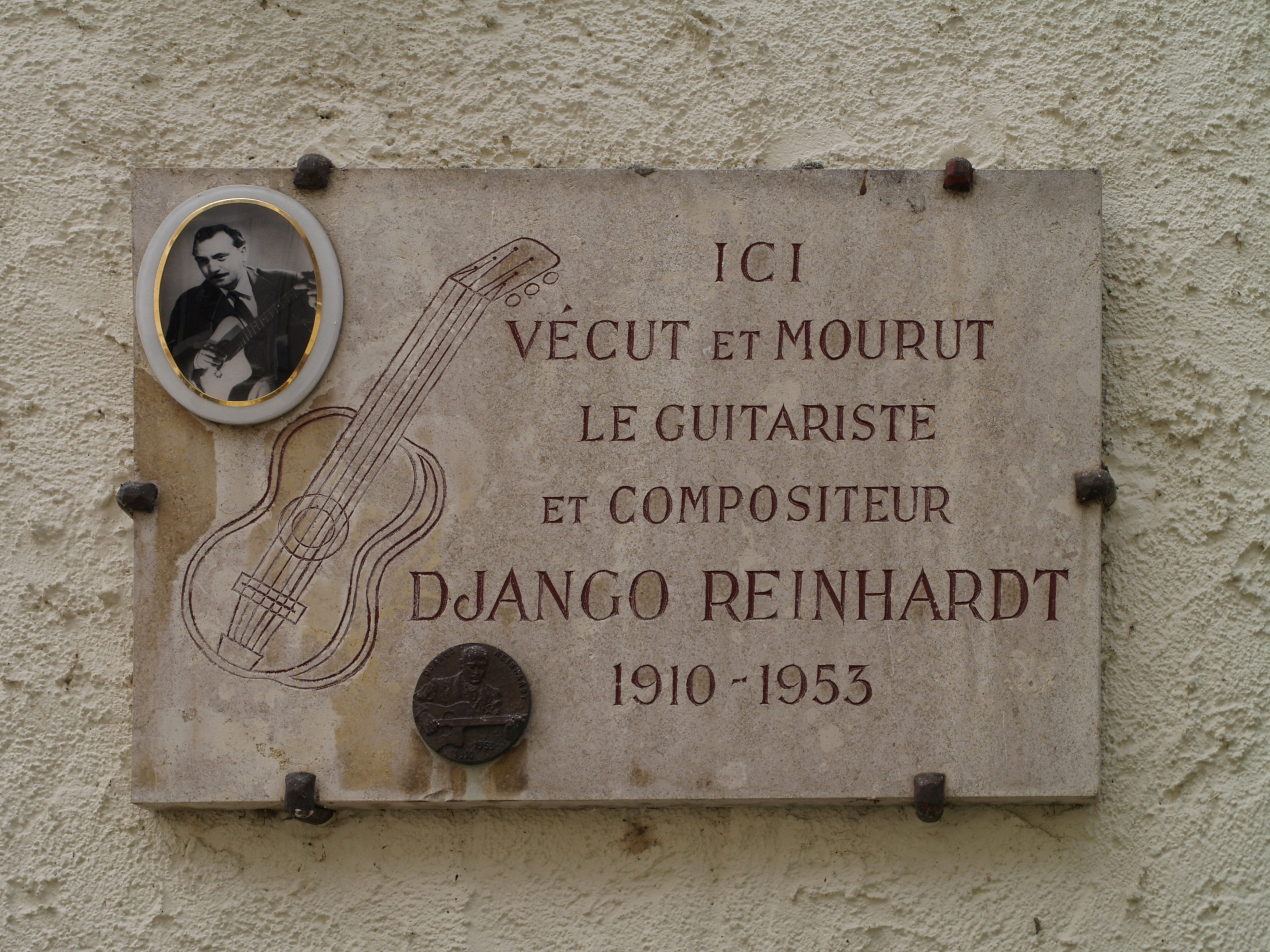
Gedenksteen, Django Reinhardt (1910-1953)

In 1934 vormde hij met violist Stéphane Grappelli en Louis Vola het strijkersquartet Quintette du Hot Club de France waarmee hij succes oogstte. Reinhardt deed een Europese tournee met Grappelli en toerde als opening act voor Duke Ellington in de Verenigde Staten. Van zijn lied Nuages (1940) werden jaarlijks een miljoen stuks verkocht gedurende bijna een halve eeuw (inclusief de tientallen covers). In 1953 overleed Reinhardt aan een hersenbloeding in Samois-sur-Seine, waar sinds 1983 het Festival Django jaarlijks plaatsvindt.
- [49] Het Gentse Front 242 bracht in 1981 Principles uit als debuutsingle. Een jaar later verscheen het debuutalbum Geography met U-Men als eerste single. Het album werd goed onthaald. In 1984 verzorgde Front 242 het voorprogramma van Ministry. Van het album Front by Front (1988) werden wereldwijd meer dan 750.000 stuks verkocht. In zijn carrière had Front 242 hits met Body to body (1981), No Shuffle (1985) en Headhunter (1987).[332]
- [50] De Vlaamse singer-songwriter Milow (*1981) verkocht sinds 2007 meer dan 2,5 miljoen albums, singles (en downloads). In 2006 bracht hij zijn soloalbum The Bigger Picture uit dat hem meteen een gouden plaat opleverde in België. Van zijn debuutsingle You Don't Know werden in België meer dan 50.000 exemplaren verkocht. Het album Coming of Age haalde in 2008 een gouden plaat in eigen land, maar kende ditmaal ook succes in Nederland waar het album dertigduizendmaal over de toonbank ging. De Europese doorbraak voor Milow kwam er met Ayo Technology, waarvan wereldwijd meer dan een miljoen stuks werden verkocht.[333] De single haalde de eerste plaats van de hitlijsten in België, Nederland, Zweden, Denemarken en Zwitserland. Ayo Technology kwam eveneens in de top 5 terecht van de hitparade in Duitsland en Oostenrijk. In Duitsland was de single goed voor een verkoop van 300.000 exemplaren, in Frankrijk werden er 100.000 stuks van verkocht. De videoclip van Ayo Technology werd op YouTube door meer dan 28 miljoen unieke gebruikers bekeken. De eerste twee singles van Milow kwamen terecht op zijn derde album dat gewoonweg Milow (2009) werd genoemd. Van dat album werden in Europa en Canada meer dan 600.000 stuks verkocht.[135][334] Het album Milow behaalde algauw de platinastatus in Duitsland[335] en goud in België en Zwitserland. 8 weken na de release van het album Milow waren er al 120.000 stuks van verkocht. Van de single You and Me gingen 180.000 exemplaren over de toonbank.[336]
- [51] In België en Frankrijk ging de single Rozen voor Sandra (1970) meer dan 650.000 keer over de toonbank, wereldwijd werden er meer dan een miljoen stuks van verkocht. De Engelstalige liedjes van Jimmy Frey, zoals I Don't Why I Love You, But I Do en Yet I Know, bereikten een hoge positie in de hitlijsten en leverde hem steeds een gouden plaat op, goed voor meer dan 130.000 verkochte singles.
- [52] Mondharmonicaspeler Toots Thielemans is internationaal bekend. Hij werkte samen met de meeste grootheden uit de Jazzwereld. Zelf behaalde hij enkele hits, waaronder Bluesette (1962). Van dit liedje verschenen meer dan honderd cover-versies. Thielemans is te horen op verscheidene soundtracks waaronder Midnight Cowboy (John Barry), The Getaway en The Sugarland Express (John Williams) en Turks Fruit (Rogier van Otterloo). Het main theme van Midnight Cowboy werd bekroond met een Grammy Award.[337] Hij bedacht eveneens de tunes voor allerlei reclamespotjes (Firestone, Singer en het parfumlabel Old Spice). Zijn mondharmonicaspel is steeds herkenbaar (bijvoorbeeld de begingenerieken voor Baantjer en Witse). Zijn bijdragen aan de soundtrack van Baantjer maakte hem nog bekender in Nederland. Zijn albums Best of (2003) en Hard To Say Goodbye (2005) haalden beide dubbel platina in Nederland. In oktober 2008 werd Thielemans in de Verenigde Staten benoemd tot Jazz Master 2009, de hoogste onderscheiding in de jazzwereld.[338]

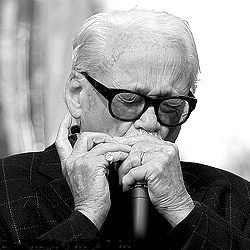
Toots Thielemans in 2006

- [53] De Belgische componist en liedjesschrijver Henri Seroka schreef liedjes voor Lulu, Gunter Gabriel en Jean-Pierre Cassel. Hij componeerde muziek voor een 15-tal films en televisieseries als De Smurfen. De muziek voor De Smurfen werd zeer succesvol. Meer dan een miljoen exemplaren werden ervan verkocht. In 1984 schreef Seroka Avanti La Vie, de Belgische inzending voor het Eurovisiesongfestival. Het nummer werd gebracht door Jacques Zégers. De single haalde platina.
- [54] De meeste albums van Dana Winner behaalden verscheidene malen platina, waaronder Regenbogen (5x) en Mijn Paradijs (4x). In 2002 mocht Dana Winner tijdens haar verblijf in Zuid-Afrika een prijs in ontvangst nemen voor de verkoop van meer dan 250.000 platen.
- [55] D.H.T. ("Dance, House, Trance") behaalde in 2005 platina in de Verenigde Staten met Listen To Your Heart, een cover van Roxette. Wereldwijd werden er al meer dan 1,5 miljoen singles van verkocht.[339] Op Myspace is D.H.T. de meest beluisterde Belgische artiest met meer dan 3,9 miljoen plays.

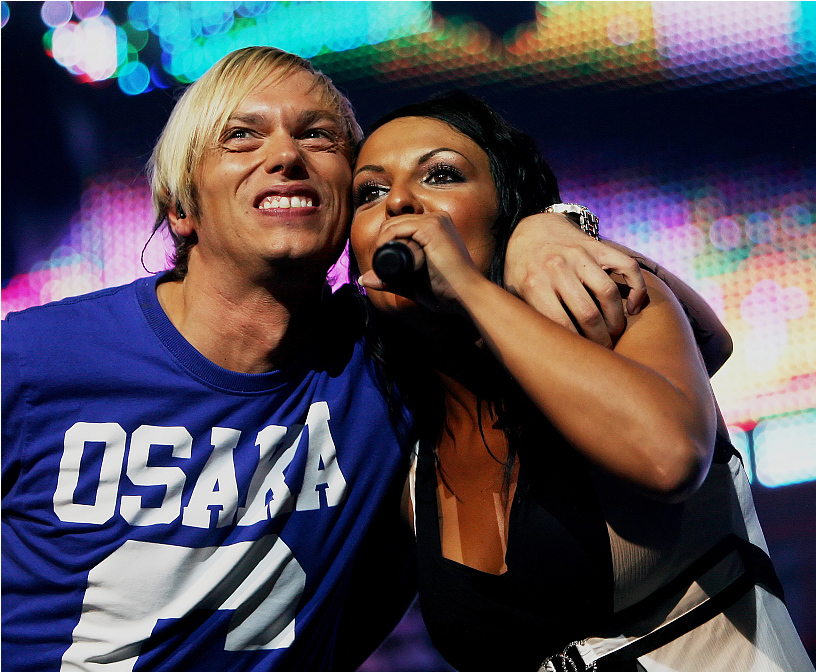
Milk Inc

- [56] De danceformatie Milk Inc. behaalde een eerste hit met La Vache (1996). In Duitsland werden er 300.000 stuks van verkocht. Het nummer verscheen op verscheidene compilatie-albums, die samen ook nog eens meer dan 3 miljoen keer over de toonbank gingen. Hun vierde single In My Eyes (1998) werd een megahit en ging in eigen land meer dan vijftigduizendmaal over de toonbank. De singles Promise (1999), Land Of The Living (2000), Walk on Water (2000), Wide Awake (2001) en Whisper (2004) haalden alle de hoogste regionen in hitparadeland. Van hun album Milk Inc. Supersized (2006) werden reeds 25.000 exemplaren verkocht. In 2006 was Regi de bestverkochte danceartiest met meer dan 85.000 verkochte albums en meer dan 55.000 verkochte singles. In 2008 stond Milk Inc. zesmaal in het Antwerpse Sportpaleis.[340][341]
- [57] Burt Blanca oogstte succes met singles als Touche pas à mon rock'n'roll, Ma Guitare bleue, Le Train Ne Passe Plus Par Là, Le Locomotion en ClapClap Sound. Hij richtte verschillende bands op waaronder The King Creoles en The Klaxons. Blanca ontving in zijn carrière meermaals een gouden plaat. Alleen al van zijn album Rock Around The Clock werden 200.000 exemplaren verkocht.
- [58] De Belgische zanger Christian Adam (°1945, Haine-Saint-Paul) debuteerde in 1968 met twee zelfgeschreven liedjes: Monsieur Le Magicien en On s'était Promis. Zijn grootste succes behaalt hij in 1973 met Si Tu Savais Combien Je T'Aime (een productie van Jean Vanloo en Jean-Luc Drion), waarvan wereldwijd een miljoen stuks worden verkocht. Het nummer wordt niet alleen een hit in België en Frankrijk, maar ook in Turkije. In 1976 haalt hij terug de hitlijsten met Baby, Oh I Love You.
- [59] De Waalse zanger Philippe Lafontaine (*1955, Gosselies) haalde de hitlijsten met singles als Fa ma no ni ma (1985) en Coeur de Loup (1988). Deze singles leverden hem telkens een gouden plaat op in Frankrijk. In 1990 vertegenwoordigde hij België op het Eurovisiesongfestival met een eigen liedje Macédomienne waarmee hij de 12de plaats bereikt. Hij schreef verscheidene liedjes voor de Waalse zangeres Maurane waaronder Décidément (1991), Manies manigances (1996) en Mousse Mousse Bébé (2006).
- [60] Dirk "M.I.K.E." Dierickx is een van de bekendste dj's in België. DJ M.I.K.E. brengt singles uit onder verschillende namen waaronder Solar Factor, Plastic Boy, Return of the Native en The Blackmaster. Zijn succesvolste project is PUSH, waarmee hij met de single Universal Nation (1998) een megahit had. To The Rhythm, The Rebel, Back To Earth, Strange World en The Legacy werden eveneens succesvol. In totaal verkocht hij met al zijn projecten meer dan 2 miljoen singles en albums. Hij staat in de ranglijst van beste internationale dj's op #436, de zevende hoogst genoteerde Belgische dj.[342]
- [61] Van hun debuutalbum It Takes Two gingen 700.000 exemplaren over de toonbank. Ook de opvolgers Heat en Simple rule deden het goed. De single The Way To Your Heart (1988) werd een internationale hit. Meer dan 750.000 stuks werden ervan verkocht. Op zaterdag 1 maart 2008 gaf Soulsister, 12 jaar na de split, een reünie-concert in het Antwerpse Sportpaleis. Jan Leyers behaalde naast Soulsister enkele hits onder eigen naam. Hij schreef ook liedjes voor Clouseau (Dat Ze De Mooiste Is) en Natalia (I've Only Begun To Fight en I Want You Back). Het liedje That's as Close as I'll Get to Loving You (1996), een compositie van Jan Leyers (samen met Sally Dworsky en Paul Jefferson) haalde in de versie van de countryzanger Aaron Tippin de hoogste positie in de Amerikaanse hitlijsten. Een nummer werd een miljoen keer gespeeld op de Amerikaanse radiostations.[343] Paul Michiels had hits met Let Me Be Turned To Stone en Forever Young.
- [62] Will Tura's eerste single, Bye Bye Love nam hij op in 1957 met het orkest van Francis Bay. Zijn eerste grote hit was Eenzaam Zonder Jou (1963), waarvan in eigen land 70.000 exemplaren verkocht werden. Het nummer groeide uit tot een Vlaamse evergreen en werd meermaals gecoverd in verscheidene talen. Bijna al zijn singles haalden de top van de hitlijsten. Hij componeert het gros van zijn liedjes zelf, meestal met lyrics van Nelly Byl. In 1968 kreeg hij op het Midem in Cannes de Trofee van "best verkopende platenartiest" in België. Zijn albums Tura Vandaag, De 60ies Collectie en De 70ies collectie braken alle records in de verkoop. Van de compilatie Tura’s grootste hits werden in een mum van tijd 50.000 exemplaren verkocht. Andere albums van Tura haalden goud of platina: Hoop doet leven (50.000), Tura in Symfonie (25.000), Tura in Symfonie 2 (50.000), Bloed, Zweet en Tranen (25.000). Veel buitenlandse artiesten behaalden hits met zijn composities. Catharina Valente, Betty Curtis en Camillo brachten hun versie uit van Tender Passion, Etta Cameron scoorde met It takes a lot of love en If you stop loving me, Michael Holm behaalde de eerste plaats van de Duitse hitlijsten met Vaarwel en Ringo de nummer 1 in Frankrijk met Goodbye Elvis.[344]

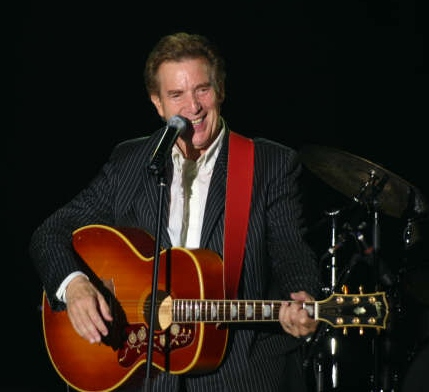
Will Tura

- [63] In 1986 won Sandra Kim het Eurovisiesongfestival als jongste deelneemster ooit (amper 13 jaar). Van de single J'Aime La Vie, waarmee ze België vertegenwoordigde, werden in België 350.000 exemplaren verkocht, wereldwijd meer dan 1.400.000 stuks. Met de duetten, Bel Me, Schrijf Me (met Luc Steeno) en Onvergetelijk (1997)(met Frank Galan) behaalde ze ook de hitlijsten. Het album Onvergetelijk behaalde goud.
- [64] De Brusselse latinoband The Chakachas behaalde hits met Eso Es E I Amor (1958) en Pachanga (1961). Eso Es E I Amor werd een nr.1 hit in België. In 1962 haalden The Chakachas de Britse hitlijsten met Twist, Twist dat een 48ste plaats behaalde. Hun single Jungle Fever (1972) haalde een achtste plaats in de Amerikaanse hitlijsten waar de single bijna een miljoen keer werd verkocht.
- [65] Met zijn debuutsingle had Willy Sommers meteen succes. Van Zeven Anjers, Zeven Rozen (1972) verkocht hij in Vlaanderen meer dan 100.000 stuks. De single werd uitgebracht in verschillende talen en eindigde daardoor ook in de hitparaden in Spanje, Duitsland en Frankrijk. Het liedje stond 19 weken op nummer 1 in de hitparade. Op 20 november 1972 ontving Sommers zijn eerste gouden plaat voor de verkoop van 500.000 singles. In 1975 behaalde hij een gouden plaat met Dans Met Mij Tot Morgenvroeg. Sommers had in België en Duitsland vervolgens succes met de single Holiday (1976). In 1974, 1979, 1981 en 1984 won hij de Zomerhit-trofee van Radio 2, een prijs die uitgereikt voor de beste single van het jaar. Eind jaren tachtig startte Willy Sommers met een carrière als televisiepresentator bij VTM. In 1989 had hij een hit met Het Water is Veel Te Diep dat weer goud opleverde, niet veel later werd Als een Leeuw in een Kooi een megahit. Sinds 1967 bracht hij 16 albums en een honderdtal singles uit.

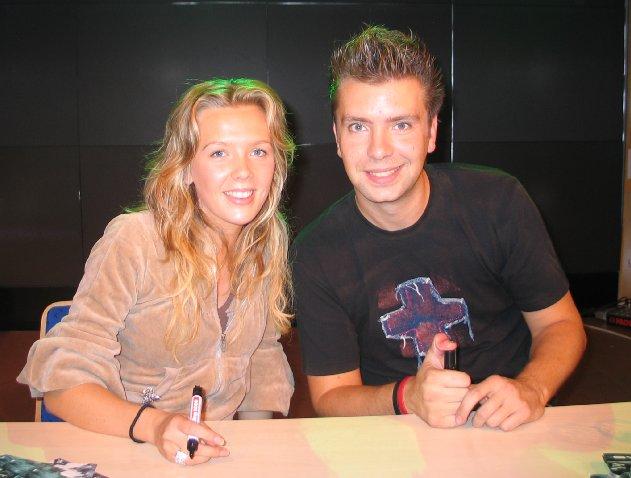
Sylver in oktober 2004

- [66] Liquid feat.Silvy had in 2000 een megahit met Turn The Tide. Meer dan een half miljoen stuks werden van de single verkocht, waarvan meer dan 200.000 in Duitsland. Sylver is een project van DJ Wout, Silvy De Bie en Regi Penxten. De danceformatie behaalde hits met In Your Eyes (2001), Love is an angel (2004) en Lay all your love on me (2006).[345]
- [67] The Cousins verkochten wereldwijd meer dan een miljoen stuks van hun hitsingle Kili Watch.
- [68] Paul Severs had in België een megahit met Ik ben verliefd op jou. Severs schreef het nummer samen met de Belgische accordeonist Eddy Van Mouffaert a.k.a. Le Grand Julot (die laatste verkocht een half miljoen platen in zijn carrière).[346] In Frankrijk haalde de single de eerste plaats in de hitlijsten in de versie van Crazy Horse, er werden 550.000 stuks van verkocht. Het Nederlandse Octopus maakte er een Engelse versie van I'm So In Love With You. In totaal werden er meer dan een miljoen singles van verkocht.
- [69] Van de eerste twee albums van Hooverphonic werden er steeds 150.000 exemplaren verkocht. De internationale doorbraak voor Hooverphonic kwam echter in 2000 met het album The Magnificent Tree en de megahit Mad About You. Het album deed het goed in Europa en de Verenigde Staten. Aan de opnames van het album hing een prijskaartje van 170.000 dollar. Van het album Jackie Cane werden meer dan 150.000 stuks verkocht. Hooverphonic had hits met Vinegar & Salt, Jackie Cane, Out of Sight, Sometimes en The World is Mine. Op 10 oktober 2008 verliet zangeres Geike Arnaert officieel Hooverphonic om een eigen muzikale richting uit te gaan. The Night Before (2010), het eerste album met de nieuwe zangeres Noémie Wolfs haalde, net zoals de singles Anger Never Dies en The Night Before, platina in België. In april 2012 overhandigde premier Elio Di Rupo het platina voor hun album Hooverphonic with Orchestra.[347][348]
- [70] Adriaan Van Landschoot is al meer dan veertig jaar actief in de Vlaamse muziekindustrie. Hij ontdekte onder meer zangeres Petra en Good Shape. Van Landschoot fungeerde tevens als producer van verscheidene Vlaamse artiesten (Schatteman & Couvreur, Enzo, Dream Express, e.a.). Na het millennium oogstte hij vooral succes met Dreamlovers en zijn projecten Adrivalan Orchestra en Adya Classic. De albums die opgenomen werden met het Adrivalan Orchestra, onder leiding van Van Landschoot, waren samen goed voor meer dan een half miljoen verkochte exemplaren. Ook met Adya Classic I, II en Adya Classic Special haalde hij de hoogste regionen in de Vlaamse albumlijst. Van de Adya Classic-albums werden samen 150.000 stuks verkocht. De albums van Dreamlovers haalden goud of platina.

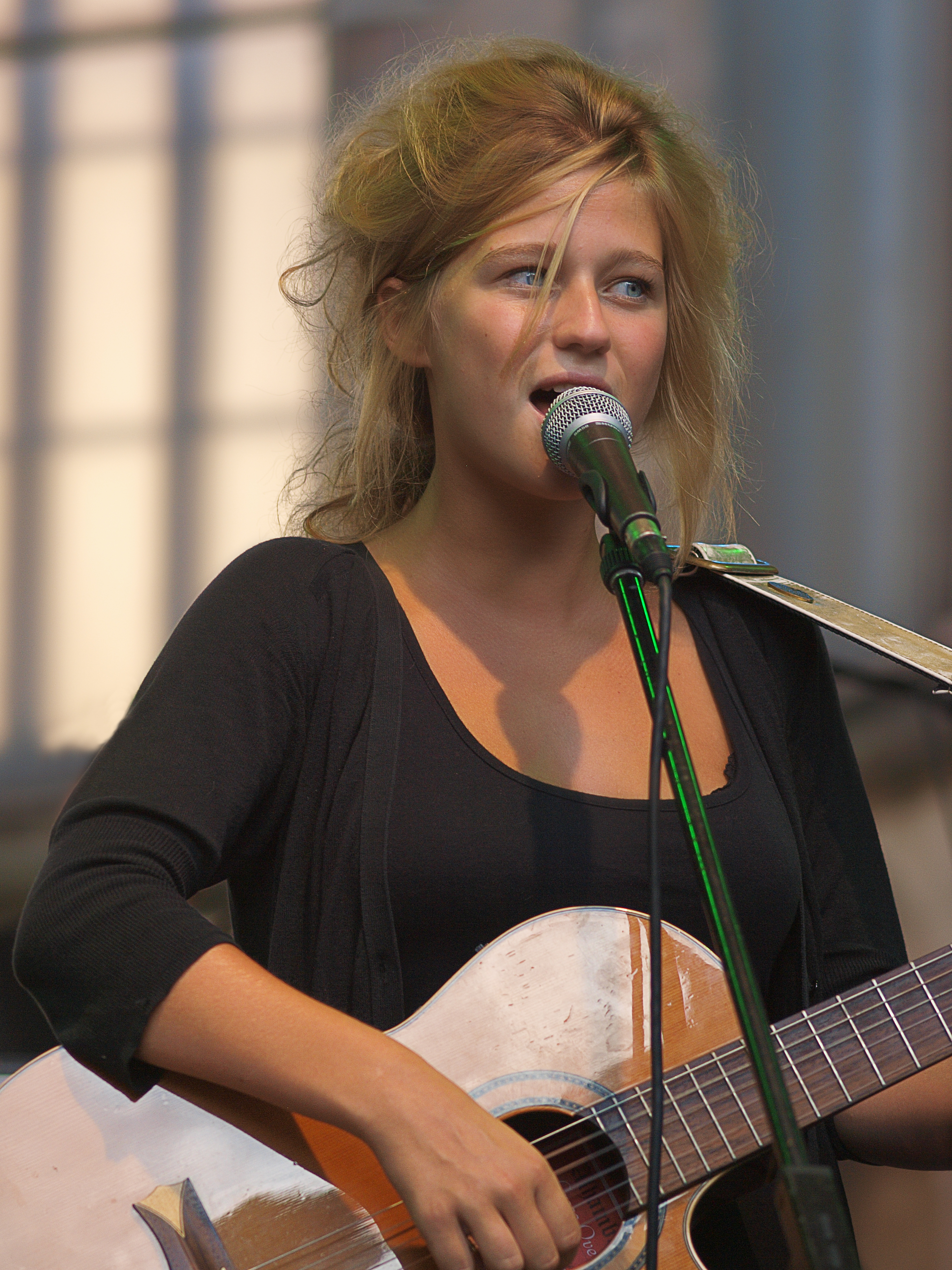
Selah Sue live in 2010 in Nürnberg

- [71] In 2006 stond de singer-songwriter nog in het voorprogramma van Milow. Vijf jaar later toerde ze amper vijf met succes in de Verenigde Staten: Selah Sue. Na de uitgave van twee ep's, Black Part Love (2009) en Raggamuffin (2010), bracht Selah Sue in 2011 haar debuutalbum op de markt. Dat album was meteen een schot in de roos en was na anderhalf jaar goed voor een wereldwijde verkoop van meer dan 750.000 exemplaren, waarvan 320.000 verkocht werden in Frankrijk, goed voor platina. Het album leverde daarnaast ook o.m. driemaal platina op in België, platina in Nederland en goud in Polen.[349][350] Selah Sue behaalde hits met singles als Raggamuffin, Crazy Vibes en This World. In 2011 werden van haar single Raggammuffin 52.500 stuks verkocht in Frankrijk. Datzelfde jaar won Selah Sue de Ultra Download Award voor de online verkoop van 130.000 liedjes in België.[351] In 2012 had ze een hitje met Fadeaway, een single ter promotie van de heruitgave van haar debuutalbum dat sinds 28 augustus 2012 ook verkrijgbaar is in de Verenigde Staten. Volgens de entertainmentsite Clint werden in een week tijd 400.000 downloads geteld van Selah Sue's repertoire in de Verenigde Staten.[185]
- [72] Mama's Jasje, ontstaan in 1990, behaalde hits met Zo Ver Weg (1991), Doe Het Licht Maar Uit (1991), Teken Van Leven (1992) en Als De Dag Van Toen (1997). De Vlaamse band haalde veertienmaal de eerste plaats in de hitlijsten, de meeste singles waren goed voor goud of platina. Van de albums Hommages en Hommages II worden meer dan 150.000 stuks verkocht.[352]
- [73] dEUS verkocht in 2006 haar miljoenste plaat en vierde dit met optredens in Vorst Nationaal en Werchter.[353] Van de albums Worst Case Scenario (1994), In A Bar, Under The Sea (1996) en The Ideal Crash (1999) werden samen 600.000 exemplaren verkocht. Hun album Pocket Revolution (2005) was tot dan hun bestverkochte album met een verkoop van meer dan 160.000 stuks. Hun volgende album Vantage Point (2008) behaalde platina in België.
- [74] De Belgische band Léopold Nord & Vous ontstond in 1983 en bestond uit drie broers: Alec, Benoît en Hubert Mansion. In 1987 haalde de groep een tweede plaats in de Franse hitparade met de hitsingle C'est L'amours. Wereldwijd werden er een miljoen stuks van verkocht, waarvan 620.000 in Frankrijk.[354] Ze behaalden ook hits met Les Hippopotamtam, Des Filles et du Rock and roll en later onder de naam Les Chéris verwierven ze succes met On en A Marre (1990) en Mademoiselle qui passâtes.

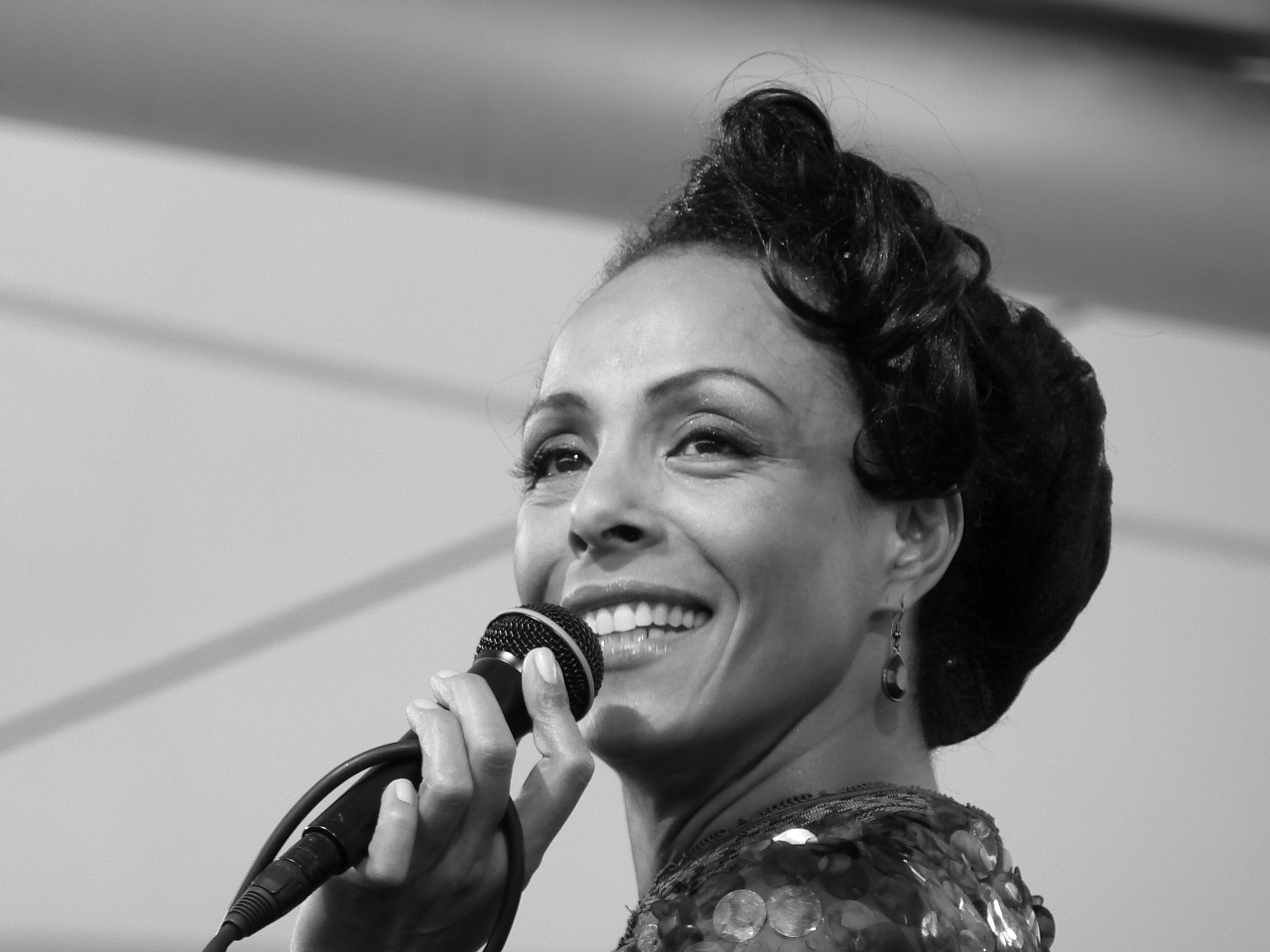
Marie Daulne van Zap Mama, concert in Parijs in 2008

- [75] Het album Zap Mama (1991) werd in 1993 in de Verenigde Staten heruitgebracht onder het David Byrnes Luaka Bop label onder de naam Adventures in Afropea I. De plaat werd in de VS een enorm succes. Het was volgens Billboard het bestverkochte "World music"-album van 1993. Van de opvolger Sabsylma (1994) werden een half miljoen exemplaren verkocht. In 2000 verscheen een Zap Mama-liedje op de soundtrack van Mission Impossible 2.

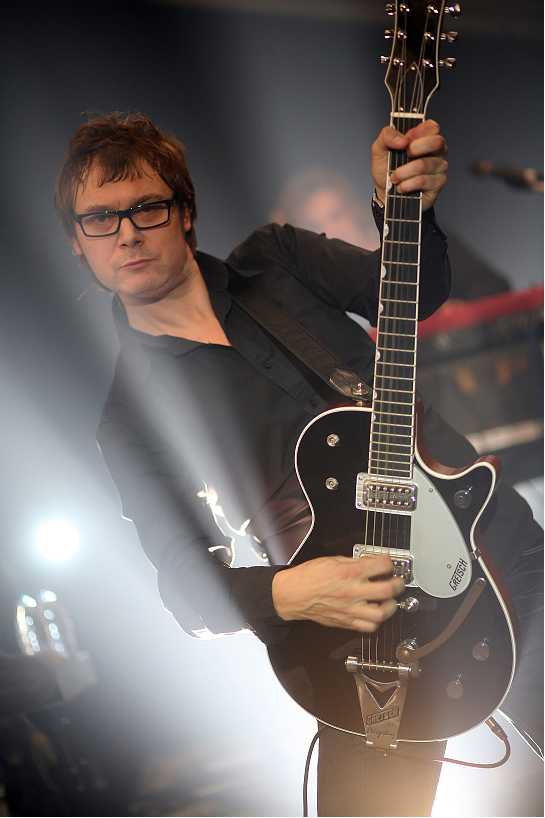
Raymond Geerts, Hooverphonic

- [76] Het duo Samson & Gert bracht sinds 1989 ongeveer vijftien albums uit. Van het album Samson & Gert 7 werden in Vlaanderen meer dan 100.000 exemplaren verkocht. De daaropvolgende albums (vol.8-9, 11-12) waren allen goed voor dubbel platina, toen gelijkgesteld met een verkoop van 50.000 stuks. Samson & Gert is een van de succesvolste projecten van Studio 100, naast Kabouter Plop, Mega Mindy en K3. In Wallonië staan ze bekend als Fred et Samson. Het duo is ook succesvol in Nederland.
- [77] De Vlaamse pianist en entertainer Johan Stollz (*1936, Eeklo) nam in 1967 deel aan de muziekwedstrijd Canzonissima met het liedje Concerto voor jou Natasha. Hij won de wedstrijd niet, maar de single werd wel een bestseller. Van de single werden een miljoen exemplaren verkocht, waarvan 200.000 exemplaren in België en 500.000 in Duitsland. Stollz trad reeds op in Las Vegas, Beiroet en Gstaad.[355] Sindsdien bracht hij sporadisch een single uit zoals in 1978 toen het nummer Wij Vlamingen verscheen. In 1999 componeerde hij samen met Yves Elegeert de muziek voor de film Blue Belgium van regisseur Rob Van Eyck. In 2005 en 2006 was Stollz de huispianist in het Eén-programma De Tabel van Mendelejev.
- [78] Muriel Dacq (°1962) is een Waalse zangeres die in 1986 een megahit had met Tropique. Het leverde haar een gouden plaat op in Frankrijk. Wereldwijd werden van de single meer dan 800.000 stuks verkocht. Ze had ook bescheiden hits met L'Enfer à l'envers, Ni pourquoi ni comment, Je Craque, Là où ça?. In 1995 bracht Dacq een eerste (en laatste) album uit met de singles die tot dan toe waren verschenen. Twee jaar later bracht ze een laatste single uit, Un peu + d'amour. Muriel Dacq is de echtgenoot van Alec Mansion, de frontman van de Belgische band Léopold Nord & Vous.

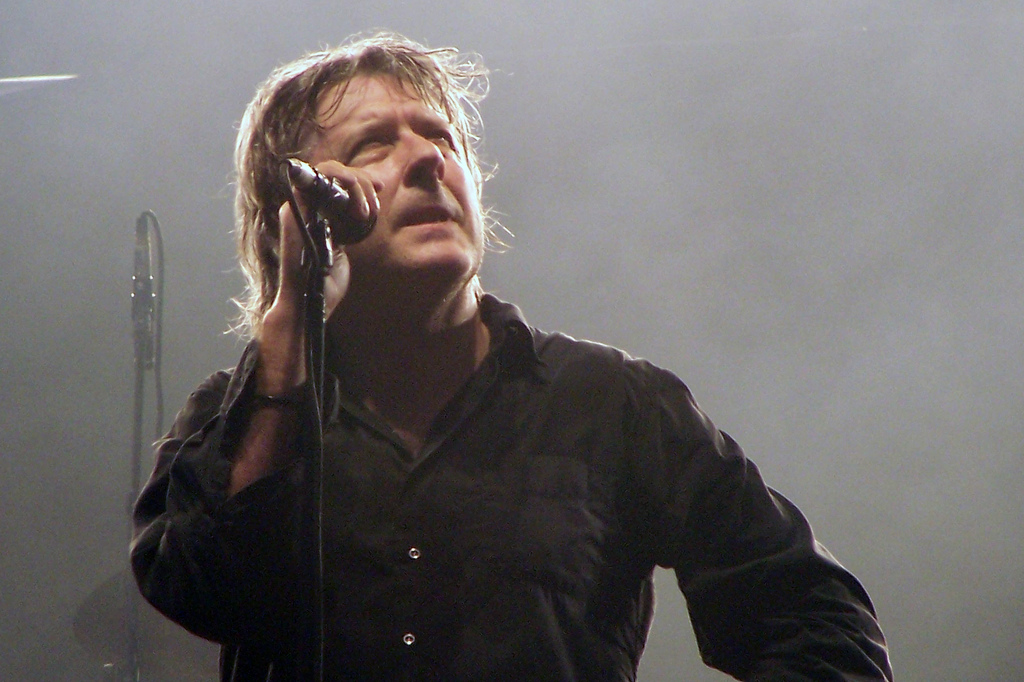
Arno

- [79] In 1992 fungeerde Patrick Claesen, alias Pat Krimson, als Tour-manager en keyboardist voor de Praga Khan-tour in het Verenigd Koninkrijk en Japan. Hij richtte ondertussen ook het platenlabel Techno House op waaronder artiesten als Zolex en Marco Bailey opereerden. Tussen 1990 en 1995 behaalde hij met de Vlaamse popgroep Leopold 3 enkele hits, goed voor twee gouden en twee platina platen. In 1996 richtte hij samen met zangeres Zohra de danceformatie 2 Fabiola op (alweer verwijst de groepsnaam naar een lid van de koninklijke familie). Met de single Play This Song had ze een megahit in België, Spanje en Italië.[356] Van de single werden alleen al in Spanje 200.000 exemplaren verkocht. Andere hits volgden met singles als Freak Out, Magic Flight en Flashback. In België verkocht 2 Fabiola meer dan 150.000 albums. Het album Tyfoon behoort in België tot de bestverkochte dancealbums met een verkoop van 52.000 stuks.[357] In 1999 haalt Krimson opnieuw de hitlijsten met een nieuw project, Nunca. Singles als House of Doom en Movin' Train (wereldwijd 150.000 stuks)[358] gaan goed over de toonbank. Sinds de jaren 2000 verbleef Krimson hoofdzakelijk op Ibiza waar hij een eigen label en lounge bar opende.[359] In 2008 bracht hij de singles The Rush of My Life en Colors uit, maar deze kregen weinig airplay. 2 Fabiola werd dat jaar ook uit het vriesvak gehaald. Zohra werd vervangen door de zangeressen Loredana en Viola. Het vernieuwde 2 Fabiola bracht onder meer de single Blow Me Away uit en een remix van Lift U Up.[360] Een nieuwe plaat verscheen in het najaar van 2009.
- [80] De Vlaamse rockzanger Arno (*1949) begon zijn carrière als frontman van verscheidene rockbands. Zijn eerste echte groep was Freckleface (1969-1971). Daarna kende Arno, samen met Paul Couter, succes met de bluesgroep Tjens Couter. Liedjes als Honey Bee, Saturday Night Queen en The Javatrot kregen sporadisch airplay.[361] De grote doorbraak voor Arno kwam er met zijn band TC Matic. De band mengde diverse stijlen: new wave, blues, funk, hardrock, avant-garde en zelfs Frans chanson. Hun grootste hit werd Oh Là, Là, Là (1981) waarvan 25.000 stuks verkocht werden. Anders hits waren Qué Pasa (1982), Putain, Putain (1983) en Elle Adore Le Noir (1985). In 1986 mocht TC Matic op tournee met de Simple Minds, het laatste wapenfeit van de band. Arno start een solocarrière en verwerft succes in België en Frankrijk. Meer dan 30 albums en compilaties verschenen ondertussen van de Oostendenaar. De meeste daarvan haalden goud of platina. Zijn album Charlatan (1988) was goed voor een verkoop van 50.000 exemplaren in België.[362] Van de compilatie Best Of werden 100.000 stuks[363] verkocht in België.[364] Albums als Charles Ernest (2002), French Bazaar (2004) en Jus De Box (2007) leveren alle een platina plaat op in België. Arno componeert af en toe ook filmmuziek (Ex Drummer, Hombres complicados e.a.) en speelde mee in enkele Belgische films (Camping Cosmos, Parade Nuptial). In 2002 werd Arno in Frankrijk bekroond met de titel 'Ridder in de Kunsten en Letteren'.
- [81] De Kreuners behaalden in Vlaanderen een megahit met Ik Wil Je, waarvan 1,2 miljoen stuks geperst werden (inclusief verzamelalbums)(Humo nr.18/3530, 29 april 2008). Van hun album Hier en Nu werden meer dan 110.000 exemplaren verkocht. De verzamelplaat Het Beste Van ging in voorverkoop 40.000 keer over de toonbank.
- [82] Jo Vally's carrière startte in de jaren zeventig, maar de grote doorbraak kwam er pas in 1989 met de single Neem m'n Hart. In de jaren negentig oogstte hij succes met hits als Aan alle vrouwen, In een droom zag ik je staan en Aan het Noordzeestrand. Zijn album In een Droom (1991) haalde platina. In 1996 was Jo Vally de bestverkochte artiest in Vlaanderen. Jo Vally zingt Vlaamse Klassiekers haalde dat jaar dubbel platina, toen goed voor 100.000 verkochte albums. Jo Vally zingt Duitse klassiekers was goed voor 50.000 stuks, net als het album De Kracht van de Liefde. Van andere albums werden minstens 25.000 stuks verkocht, waaronder 101 hits, Mooi Is Het Leven en Nostalgie.[365]
- [83] De Belgisch-Spaanse zanger Jonathan Cerrada (°1985, Luik) behaalde een hit met Je Voulais Te Dire Que Je T'attends (2003), waarvan in Frankrijk 313.000 exemplaren werden verkocht. Zijn debuutalbum Siempre 23 (2003) haalde tweemaal goud, goed voor een verkoop van 200.000 stuks. Daarna bracht Cerrada nog enkele succesvolle singles uit waaronder À Chaque Pas (2004) en Libre Comme L'Air (2005). Een tweede album La Preuve du Contraire verscheen in juni 2005. In 2007 speelde hij mee in de musical Rimbaud.
- [84] Kim Van Hee alias Kim Kay wist in 1998 een monsterhit te behalen met Lilali waarvan wereldwijd een half miljoen stuks werden verkocht, waarvan 141.000 stuks in Frankrijk. In 1999 had ze opnieuw een hit met Poupée De Cire, Poupée De Son, een cover van France Gall. In Frankrijk was de single terug goed voor een gouden plaat. Singles als Bam Bam (1998), Ça plane pour moi (2000), Les sucettes (2000) en Abracadabrant (2003) werden bescheiden hits. Eind 2004 kreeg Kim Van Hee baarmoederhalskanker waardoor ze noodgedwongen haar muzikale carrière moest stopzetten.[366]
- [85] Petra, bekend als La Sakhra, had in de jaren negentig een reeks hits als Petra & Co.: Laat je gaan (1989), Jij daar! (1990), Het loze vissertje (1991) en In een klein stationnetje (1992).
- [86] Natalie Lefebvre (Ronse, °1977) behaalde onder de naam Melody een hit met de single Y'a pas que les grands qui rêvent (1989), een compositie van Jean-Pierre Millers en Guy Carlier met als producer Orlando (de broer van Dalida). Van de single werden 900.000 stuks verkocht, waaronder 602.000 exemplaren in Frankrijk. Begin jaren negentig bracht Melody nog enkele bescheiden hits waaronder Chariot d'étoiles, Le Prince du roller en Mamie.
- [87] Het Belgische producersduo Jean-Paul De Coster en Phil Wilde had undergroundhits onder de naam Bizz Nizz en T99, later met 2 Unlimited. T99 was een samenwerking tussen De Coster en een ander Belgische duo, Patrick de Meyer & Olivier Abbeloos. Zij waren in 1991 succesvol met de ravehit Anasthasia. Van de single werden meer dan een miljoen exemplaren verkocht. De single verscheen ook op tal van verzamelplaten waarvan er meer dan 5 miljoen werden verkocht. De single haalde in mei 1991 de 14de positie in de UK Singles Chart. Ook de opvolger Nocturne stond hoog goed in de hitlijsten. Enkele liedjes van hun (enige) album Children of Chaos (1992) werden gesampled 2 Unlimited en Kylie Minogue.
- [88] Begin jaren zestig ontstond de Waalse band Les Polaris met als frontman Christian Croain. Hun eerste single Noël au Paradis, een productie van Jean Vanloo en Marcel De Keukelaire, werd een bescheiden hitje. Tien jaar later behaalde Les Polaris echter een megahit met Jolie Fille, goed voor een verkoop van 350.000 singles. Andere hitsingles volgden waaronder Marie-Line, Qu'il fait bon vivre dans mon pays en het discoachtige Mademoiselle Ninette. Na een miljoen platen verkocht te hebben, hield de groep het in 1986 voor bekeken. Twintig jaar lang bleef het rustig rond Les Polaris, uitgezonderd de techno-remix van hun evergreen Jolie Fille (1991). In 2006 kwam er een korte heropleving van de groep. Een nieuw album werd uitgebracht, maar niet veel later nam Les Polaris in oktober 2007 definitief afscheid van haar fans.[367]

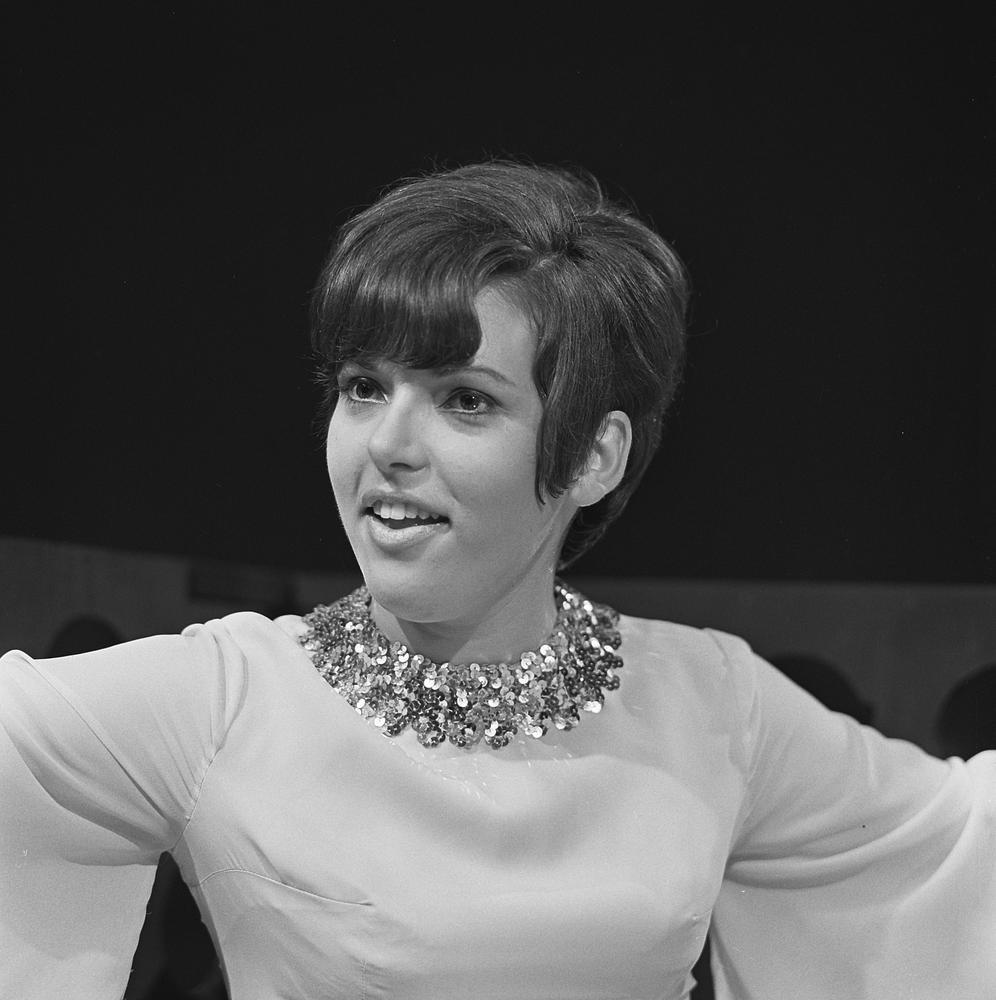
Samantha in 1969

- [89] In België werden slechts een half miljoen singles verkocht van Eviva España (1971), wereldwijd meer dan 40 miljoen (in verschillende talen, door verschillende performers). Vandaag worden jaarlijks nog steeds een miljoen platen verhandeld waarop een versie van Eviva España staat.

°° Samantha werd niet gecategoriseerd onder de artiesten die meer dan twintig miljoen singles verkocht hebben, aangezien enkel rekening werd gehouden met de verkoopcijfers van de originele versie.
- [90] The Jokers behaalden met Cecilia Rock (1960) een grote hit, goed voor honderdduizend verkochte singles. Ze hadden ook succes met instrumentale nummers als Tabou, Ronny Boy en Gemini Boogie.
- [91] De Antwerpse ambiance-band De Strangers kreeg hun eerste gouden plaat in 1967 voor een verkoop van 100.000 verkochte albums. Gedurende hun 5 decennia durende carrière brachten ze een honderdtal singles uit waarvan een 40-tal de Belgische top 30 haalden. Van de singles Schele Vanderlinden (1974) en Bij de rijkswacht (1977) werden respectievelijk 52.036 en 83.590 stuks verkocht. De Strangers brachten 8 studioalbums uit, elk album was goed voor minstens 25.000 verkochte exemplaren. Van de verzamelplaat De Strangers, 13 beste (1981) werden 53.700 stuks verkocht. De Strangers is een van de weinige Belgische bands waar de verkoopcijfers van hun albums en singles sinds de beginperiode grondig werden bijgehouden.

## Succesvolle muziekproducers en liedjesschrijvers uit België
Een muziekproducer is meestal enkel verantwoordelijk voor een opnamesessie, maar kan soms ook een belangrijke rol vervullen bij het componeren van muziek.
Belgische muziekproducers die faam maken met hun producties blijven vaak onbekend in eigen land. Producers als Jean Blaute (K's Choice, De Kreuners, Urbanus), Eric Melaerts (Pierre Rapsat, Yasmine, Stan Van Samang) en Dany Lademacher (The Radios, Machiavel, The Kids) vormen een uitzondering op deze regel en werden televisiepersoonlijkheden. Niet zozeer om hun producties, maar omwille van hun nevenactiviteiten in de Belgische/Nederlandse showbusiness.
Toch telt België ook enkele muziekproducenten die furore maakten (of maken) met hun producties, zonder door het leven te moeten gaan als een Bekende Belg. Enkele voorbeelden zijn Jacques Kluger (en Jean Kluger), Marcel De Keukelaire, Jean Vanloo, Ray Muylle, Francis 'Lou' Deprijck, Sylvain Vanholme, Evert Verhees, Dan Lacksman, Hans Francken, Alain Darmor en Wouter Van Belle.
Jacques Kluger (*1912-1963) was de ontdekker van Vlaamse artiesten als Bobbejaan Schoepen, Jean Walter, La Esterella, Bob Benny, Louis Neefs en in het bijzonder Will Tura. Daarnaast ontdekte hij ook het talent van Jacques Brel en introduceerde hij Brel in Frankrijk.
In 1964 richt zijn zoon, Jean Kluger, een eigen uitgeverij op. Jean Kluger componeerde en produceerde tevens hits voor verschillende artiesten uit binnen- en buitenland. Tot zijn succesvolste composities behoren:
- Kili Watch van The Cousins (1 miljoen stuks);
- Casatchock en Takatakataka van Paco Paco;
- D.I.S.C.O. (532.000 stuks verkocht in Frankrijk), Haut les Mains van Ottawan, C’est bon pour le moral van La Compagnie Créole (geschreven samen met Daniël Vangarde; 488.000 stuks verkocht in Frankrijk);
- Cuba en que sera mi vida (5 miljoen stuks) van The Gibson Brothers (een samenwerking tussen Kruger en Nelly Byl, de tekstdichtster van Will Tura, Robert Cogoi, Jimmy Frey en andere).

Marcel De Keukelaire produceerde samen met Jean Vanloo bekendheden als:
- Patrick Hernandez ('Born To Be Alive', 17 miljoen exemplaren);
- de Belg J.J. Lionel (Danse des Canards, 3,5 miljoen stuks),
- Chocolate Boys, een Franse band uit Roubaix (Brazilia Carnaval, 7 miljoen stuks),
- Amedio (Moving Like A Superstar, 4,5 miljoen stuks),
- de Belgische band Crazy Horse (Et surtout Ne M’oublie Pas, 550.000 stuks)

Sylvain Vanholme van The Wallace Collection en Two Man Sound produceerde artiesten als Guido Belcanto, The Machines, Gorki en De Kreuners.
Electropionier Dan Lacksman (Telex) fungeerde als geluidstechnicus van o.m. Patrick Hernández (Born to be alive), Plastic Bertrand, Thijs van Leer (Focus) en Lio (Banana Split). In 1993 produceerde hij het album Deep Forest" van het gelijknamige Franse duo. Van het album werden meer dan drie miljoen exemplaren verkocht. In 1979 startte Lacksman in Brussel met de opnamestudio SYNSOUND. Artiesten als K's Choice, Maurane, Zap Mama, Youssou N'Dour, Eros Ramazzotti, Arno, Will Tura en Hooverphonic maakten reeds gebruik van de twee studio's die SYNSOUND heeft.
Een andere succesvolle liedjesschrijver en producer is de Luikenaar Alain Darmor (*1940). Hij schreef in zijn carrière meer dan 300 liedjes, waaronder hits als Be My Girl (uitgevoerd door
The Rubettes), I Love You, Je t'Aime (Frédéric François), Un ami, C'est tout ça (Richard Anthony), Comme je t'aime (Claude Michel) en Rock and roll forever voor Nancy Holloway.
Roland Verlooven, ook wel bekend onder de naam Armath, wordt beschouwd als de peetvader van de Vlaamse showbizz. Naast producer was Verlooven actief als muziek- en tekstschrijver voor diverse Belgische artiesten, waaronder Willy Sommers (Zeven Anjers, Zeven Rozen; Als een Leeuw in een Kooi), Bart Kaëll (De Marie-Louise), Samson en Gert (10 miljoen), Lango Jojo en Christian Vidal (Angélique). Hij fungeerde als producer voor o.m. Zjef Vanuytsel, Miek en Roel, Stef Bos, Clouseau en Mama's Jasje.

## Meeste downloads/streams

### Ultratop Download Award
In 2006 ontstond de Ultratop Download Award, een jaarlijkse prijs die uitgereikt wordt aan de meest gedownloade Vlaamse artiest.
Ozark Henry was de eerste artiest die de prijs won. De prijs werd overhandigd door toenmalig minister van Economie Marc Verwilghen.

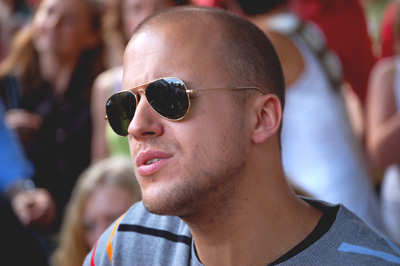
Milow

De prijs ging in 2007 naar de Antwerpse groep Fixkes. Zij verkochten van hun singles samen bijna 50.000 exemplaren. De hitsingle Kvraagetaan werd twintigduizend maal gedownload, hun andere liedjes ongeveer dertigduizend maal.
In 2008 ging de prijs naar Milow. Op 6 februari 2009 nam de singer-songwriter, bekend van singles als You Don't Know en Ayo Technology, de Ultratop Download Award (Most Downloaded Award) in ontvangst tijdens de MIA-uitreiking. Hij verwierf daarnaast nog vier MIA's voor 'Best Male Solo Artist', 'Best Music Video', 'Best Pop' en 'Best Song'. De 'Hit van het jaar' werd in 2009 en 2010 respectievelijk gewonnen door Absynthe Minded (Envoi) en Stromae (Alors On Danse).
In 2011 won Selah Sue de prijs voor de online verkoop van 130.000 liedjes in België.
Overzicht van winnaars 2006-2013
2006: Ozark Henry
2007: Fixkes
2008: Milow
2009: Daan
2010: Stromae
2011: Selah Sue
2012: Hooverphonic
2013: Stromae

### Ultratop Streaming Award
Na 8 jaar de downloadaward uitgereikt te hebben, lanceerde Belgian Entertainment Association (BEA) en Ultratop in 2014 een nieuwe award: de Ultratop Streaming Award.
Uit de cijfers van BEA over de Belgische muziekmarkt 2015 bleek immers dat streaming het downloaden van muziek heeft voorbijgestoken.
Overzicht van winnaars 2015-heden
2015: Lost Frequencies (meest gestreamde nummer) en Oscar & the Wolf (meest gestreamde lokale artiest)
2016: Dimitri Vegas & Like Mike
2017: Damso (meest gestreamde lokale artiest)
2018: Damso (meest gestreamde lokale artiest)
2019: Angèle (meest gestreamde artiest & album)
2020: Damso
2021: Damso
2022: Stromae
2023: Damso

### Spotify
De hieronder weergegeven lijst van artiesten omvat de Belgische muziekartiesten die minstens 100.000 periodieke luisteraars hebben per maand.
Met 28 miljoen maandelijkse luisteraars is Lost Frequencies de succesvolste Belgische muziekartiest op Spotify. Stromae staat op een tweede plaats in de lijst van meest beluisterde Belgische artiesten op Spotify.
Dimitri Vegas & Like Mike staan in de lijst als duo, maar staan eveneens solo in de lijst van meest beluisterde Belgische artiesten. Hun 3 spotify-pagina's zijn gezamenlijk goed voor ongeveer 16 miljoen periodieke luisteraars per maand.
Meeste maandelijkse luisteraars (Top 130 - januari 2025)
1. Lost Frequencies (28 miljoen)[379]
2. Stromae (21 miljoen)
3. Gotye (16,9 miljoen)
4. Dimitri Vegas & Like Mike (15,5 miljoen)
5. Dimitri Vegas (14,6 miljoen)
6. Like Mike (10,6 miljoen)
7. The Magician (6,1 miljoen)
8. Angèle (5,9 miljoen)
9. Damso (5,7 miljoen)
10. Hamza (4,6 miljoen)
11. Technotronic (4,1 miljoen)
12. Hadise (3,4 miljoen)
13. 2 Unlimited (2,46 miljoen)
14. Milow (1,9 miljoen)
15. Charlotte de Witte (1,9 miljoen)
16. Yves V (1,9 miljoen)
17. Kate Ryan (1,8 miljoen)
18. Lasgo (1,7 miljoen)
19. Netsky (1,6 miljoen)
20. Paradisio (1,6 miljoen)
21. Axelle Red (1,58 miljoen)
22. Lara Fabian (1,33 miljoen)
23. Jacques Brel (1,27 miljoen)
24. Koen Bauweraerts (Coone) (1,2 miljoen)
25. Amelie Lens (1,19 miljoen)
26. Plastic Bertrand (1,18 miljoen)
27. Pommelien Thijs (1,15 miljoen)
28. Vaya Con Dios (1,06 miljoen)
29. Hooverphonic (0,98 miljoen)
30. Serge Ramaekers (0,97 miljoen)
31. Soulwax (0,96 miljoen)
32. Maksim Stojanac (0,92 miljoen)
33. Junior Jack (0,88 miljoen)
34. Tamino (0,87 miljoen)
35. M.I.K.E. (PUSH) (0,80 miljoen)
36. Loïc Nottet (0,79 miljoen)
37. Oscar & the Wolf (0,75 miljoen)
38. Danzel (0,72 miljoen)
39. Mark with a K (0,70 miljoen)
40. Soulwax (0,68 miljoen)
41. Warhaus (0,67 miljoen)
42. K3 (0,67 miljoen)
43. Balthazar (0,63 miljoen)
44. Salvatore Adamo (0,61 miljoen)
45. Henri PFR (0,6 miljoen)
46. Selah Sue (0,59 miljoen)
47. Metejoor (0,56 miljoen)
48. Sylver/Liquid (0,59 miljoen)
49. Clouseau (0,54 miljoen)
50. Aeroplane (0,53 miljoen)
51. Django Reinhardt (0,52 miljoen)
52. Joyhauser (0,47 miljoen)
53. Milk Inc. (0,46 miljoen)
54. Used (0,44 miljoen)
55. NIVIRO (0,43 miljoen)
56. Blackwave (0,39 miljoen)
57. Mandy (0,38 miljoen)
58. Toots Thielemans (0,37 miljoen)
59. Philippe Lafontaine (0,36 miljoen)
60. Jinho 9 (0,34 miljoen)
61. Gabriel Rios (0,34 miljoen)
62. Berre (0,33 miljoen)
63. Henri Seroka (0,34 miljoen)
64. Soulsister (0,32 miljoen)
65. Eptic (Michaël Bella) (0,32 miljoen)
66. Rocco Granata (0,31 miljoen)
67. Regi Penxten (0,30 miljoen)
68. Triggerfinger (0,27 miljoen)
69. Claude Barzotti (0,27 miljoen)
70. Basto/Jef Martens (0,27 miljoen)
71. Dana Winner (0,26 miljoen)
72. K's Choice (0,26 miljoen)
73. Emma Bale (0,25 miljoen)
74. Bazart (0,24 miljoen)
75. DJ Licious (0,22 miljoen)
76. Camille Dhont (0,22 miljoen)
77. Tourist LeMC (0,22 miljoen)
78. dEUS (0,21 miljoen)
79. Puggy (0,21 miljoen)
80. Alix Perez (0,20 miljoen)
81. Novastar (0,20 miljoen)
82. Gorki (0,20 miljoen)
83. The Haunted Youth (0,19 miljoen)
84. Arno (0,19 miljoen)
85. Todiefor (0,18 miljoen)
86. Girls in Hawaii (0,18 miljoen)
87. Zwangere Guy (0,18 miljoen)
88. Francis Goya (0,17 miljoen)
89. Samson & Gert  (0,17 miljoen)
90. Lio (0,17 miljoen)
91. Bart Peeters (0,17 miljoen)
92. Annie Cordy (0,17 miljoen)
93. Wim Mertens (0,16 miljoen)
94. Sylvie Kreusch (0,16 miljoen)
95. Belle Pérez (0,16 miljoen)
96. Murdock (0,16 miljoen)
97. Portland (0,16 miljoen)
98. Dirk Brossé (0,16 miljoen)
99. Laura Tesoro (0,16 miljoen)
100. Natalia (0,15 miljoen)
101. Farrago (0,15 miljoen)
102. De Kreuners (0,14 miljoen)
103. Absynthe Minded (0,14 miljoen)
104. Gustaph (0,14 miljoen)
105. Maurane (0,14 miljoen)
106. Mega Mindy (0,13 miljoen)
107. Thurisaz (0,13 miljoen)
108. DAAN (0,13 miljoen)
109. Raymond Van Het Groenewoud (0,13 miljoen)
110. Front 242 (0,13 miljoen)
111. Goose (0,12 miljoen)
112. Brutus (0,12 miljoen)
113. Two Man Sound (0,12 miljoen)
114. Aaron Blommaert (0,12 miljoen)
115. LikeMe (0,12 miljoen)
116. Jasper Steverlinck (0,11 miljoen)
117. Will Tura (0,11 miljoen)
118. Willy Sommers (0,11 miljoen)
119. C.J. Bolland (0,11 miljoen)
120. Johan Gielen (0,11 miljoen)
121. Wallace Collection (0,10 miljoen)
122. Spring (0,10 miljoen)
123. DJ Rebel (0,10 miljoen)
124. Admiral Freebee (0,10 miljoen)
125. Amber Broos (0,10 miljoen)
126. Freddie Konings (0,10 miljoen)
127. Arsenal (0,10 miljoen)
128. Blanche (0,10 miljoen)
129. Amenra (0,09 miljoen)
130. Christoff (0,09 miljoen)
131. Compact Disk Dummies (0,09 miljoen)
132. Sandra Kim (0,08 miljoen)
133. Niels Destadsbader (0,08 miljoen)
134. Stan van Samang (0,08 miljoen)
135. The Chakachas (0,08 miljoen)
136. Peter Luts (0,06 miljoen)
137. Olivia Trappeniers (0,03 miljoen)
138. AnnaGrace (0,03 miljoen)

## Overige criteria van succes

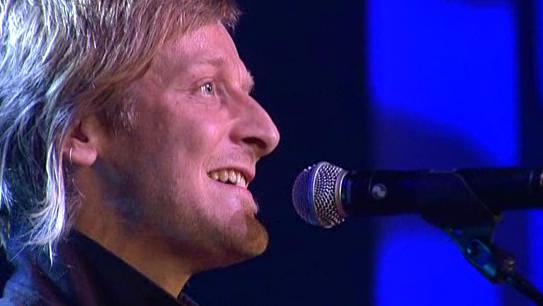
Ozark Henry

Het succes van een muziekgroep of zanger(es) valt slechts gedeeltelijk te bepalen aan de hand van het aantal verkochte albums en singles of het aantal online streams. Een artiest kan immers ook succesvol zijn vanwege een goede live-reputatie, een hoog innovatiegehalte, originaliteit en dergelijke.
Andere Belgische muziekartiesten die eveneens worden beschouwd als succesvol of een succesvolle carrière hebben gekend, behoren onder meer The Pebbles, Aeroplane, Arsenal, Dimitri Vegas & Like Mike, Triggerfinger, Niels Destadsbader, Delv!s, Machiavel, Scala & Kolacny Brothers, The Black Box Revelation, The Radio's, Belle Pérez, Natalia, Pierre Rapsat, Raymond Van Het Groenewoud, Ozark Henry, Marc Moulin, Metal Molly, The Kids, Arid, Ferre Grignard, The Wolf Banes, Johan Verminnen, Novastar, Yves Deruyter, Ghinzu, Kabouter Plop, Jo Lemaire, Girls in Hawaii, Lange Jojo, Zita Swoon, The Tellers, Betty Goes Green, The Scabs, Fred Baker, Robert Cogoi, Starflam, Dushan Petrossi, Tout Va Bien, Stan Van Samang, Amenra, Sylvie Kreusch, Vive la Fête, Kommil Foo en anderen.

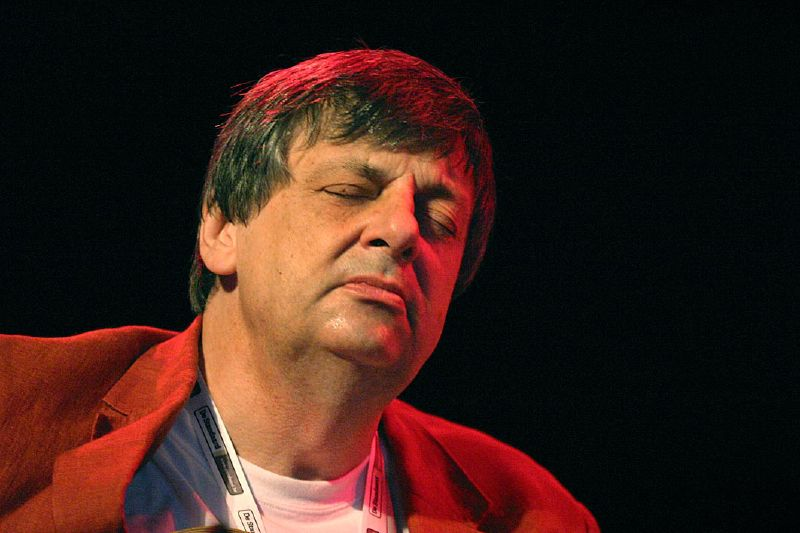
Philip Catherine

België kent ook enkele succesvolle componisten zoals Dirk Brossé, Steve Willaert en Wim Mertens. In de Belgische jazzwereld zijn het (naast Toots Thielemans) vooral Philip Catherine en Michel Herr die succes oogsten.

## Criteria goud/platina in België
De verkoop van albums en singles daalt in België, mede door het downloaden van muziek.
Daarom hebben de platenfirma's beslist andere normen te hanteren bij het toekennen van een gouden plaat voor Belgische artiesten die in het Nederlands, Frans of Duits zingen. In de jaren zestig moesten dergelijke artiesten minstens 100.000 singles verkocht hebben vooraleer een gouden plaat kon worden uitgereikt. Een verkoop van 50.000 singles werd toen bekroond met zilver. Deze criteria kunnen vandaag echter door de meeste artiesten niet meer gehaald worden en werden bijgevolg de laatste decennia sterk versoepeld.

### Binnenlands repertoire
Sinds 1 januari 2007 moet een Belgische artiest die in een van de drie landstalen zingt slechts 10.000 albums verkopen in België om goud te behalen (vóór 1 januari 2007 was dit nog 15.000 exemplaren).
1. singles: goud bij 10.000, platina bij 20.000 verkochte singles;[381]
2. albums: goud bij 10.000, platina bij 20.000 verkochte albums;[381]
3. muziekvideo/-dvd: goud bij 15.000, platina bij 30.000 verkochte muziekvideo's/-dvd's.

### Internationaal repertoire
Voor internationale artiesten en voor Belgische artiesten die in een andere taal zingen geldt:
1. singles: goud bij 20.000, platina bij 40.000 verkochte singles;[381]
2. albums: goud bij 10.000, platina bij 20.000 verkochte albums;[381]
3. muziekvideo/-dvd: goud bij 25.000, platina bij 50.000 verkochte muziekvideo's/-dvd's.